# Slowenien
Slowenien (slowenisch Slovenija, amtlich Republik Slowenien, slowenisch Republika Slovenija) ist ein Staat in Mitteleuropa mit rund zwei Millionen Einwohnern, der im Westen an Italien und das Mittelmeer, im Norden an Österreich, im Osten an Ungarn und im Süden an Kroatien grenzt. Hauptstadt und zugleich größte Stadt des Landes ist das zentral gelegene Ljubljana (deutsch Laibach). Weitere wichtige Städte sind Maribor, Celje, Kranj, Koper und Velenje. Im Jahr 2004 trat Slowenien der EU und der NATO bei, 2007 auch der Eurozone. Das Land ist eine demokratisch verfasste parlamentarische Republik.
Das Gebiet des heutigen Sloweniens wurde Anfang des 6. Jahrhunderts von den Slawen besiedelt, die das Fürstentum Karantanien gründeten. Im Jahr 788 eroberten die Franken das Gebiet und die Bistümer Aquileia und Salzburg missionierten es. Im 11. Jahrhundert wurde das Land in das Heilige Römische Reich eingegliedert und 1364 zum Herzogtum Krain erhoben. In den folgenden Jahrhunderten geriet das Territorium an die Habsburgermonarchie. Nach der Auflösung Österreich-Ungarns 1918 ging das vormalige Kronland im neu gegründeten Königreich Jugoslawien auf. Nach dem Ende des Zweiten Weltkrieges existierte Slowenien als Teilrepublik im sozialistischen Jugoslawien. Nach der Unabhängigkeitserklärung am 25. Juni 1991 und dem 10-Tage-Krieg wurde Slowenien ein eigenständiger Nationalstaat und am 22. Mai 1992 eigenständiges Mitglied der UNO.
Slowenien ist das wohlhabendste Land des ehemaligen Jugoslawien. Nach Bewertung der Bertelsmann Stiftung aus dem Jahr 2020 ist es in seiner wirtschaftlichen Transformation und politischen Entwicklung überdurchschnittlich erfolgreich. Das Entwicklungsprogramm der Vereinten Nationen zählt Slowenien zu den Ländern mit sehr hoher menschlicher Entwicklung.

## Geographie

### Grenzen
Die längste internationale Grenze Sloweniens ist die Grenze zwischen Kroatien und Slowenien (670 km). Sie verläuft im Süden und Osten und zu großen Teilen in Flüssen (Kupa, Sotla, Čabranka) und oft in unwegsamen Gebirgsregionen.
Die Grenze zu Österreich (330 km) im Norden verläuft größtenteils im Gebirge (z. B. Karawanken).
Im Osten ist die Grenze zu Ungarn (102 km). Im Westen grenzt Slowenien an Italien (218 km). Oberhalb von Triest verläuft die Grenze zunächst parallel zur Adriaküste auf den Bergen. Weiter südlich grenzt das Land auf ca. 47 km an die Adria. Das Land ist daher Mittelmeeranrainerstaat.
Die Grenze zu Kroatien war bereits seit der Gründung des zweiten Jugoslawien die administrative Trennlinie zwischen den beiden Teilrepubliken und wurde 1991 mit der Unabhängigkeitserklärung der beiden Länder zur internationalen Grenze. Um den exakten Grenzverlauf, der im gemeinsamen Staat noch unbedeutend war, gab es Streitigkeiten. Teil des Streits ist die Auseinandersetzung über den genauen Grenzverlauf in der Bucht von Piran. An den Schiedsspruch von 2017 eines von beiden Staaten vereinbarten internationalen Schiedsgerichtsverfahrens sieht sich Kroatien nicht gebunden.

### Geologie und Landschaftsgliederung
Trotz seiner geringen Ausdehnung verfügt der Staat über sehr verschiedene Landschaftsformen. Ca. 62 % der Staatsfläche sind mit Wald bedeckt.

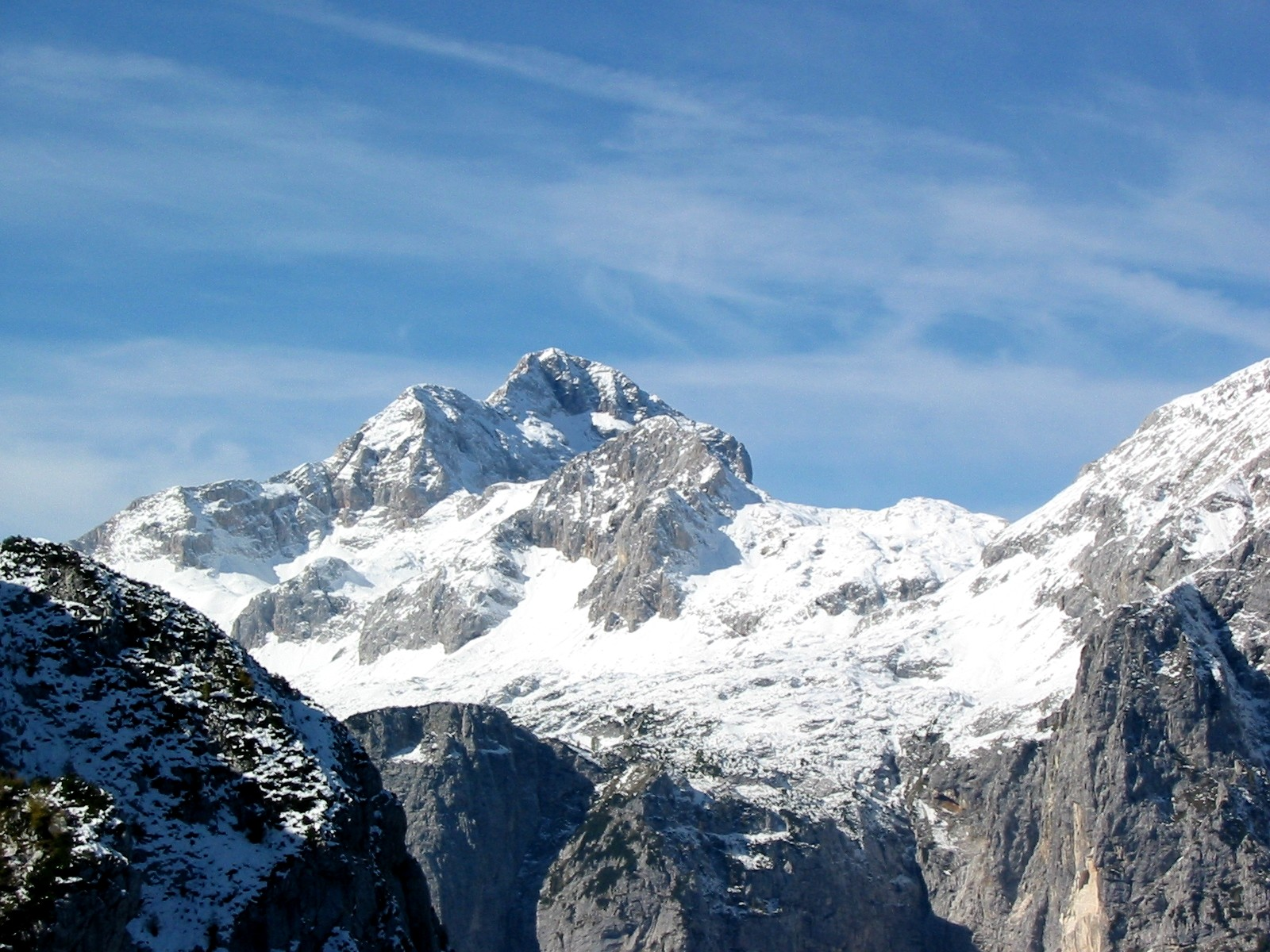
Triglav in den Julischen Alpen

Im Nordwesten verlaufen die Hochgebirgszüge der Julischen Alpen, Karawanken und Steiner Alpen, die geologisch zu den südlichen Kalkalpen gehören. Im Nationalpark Triglav liegt mit dem namensgebenden Gipfel des Triglav (2864 Meter) die höchste Erhebung des Landes, die symbolisch auf dem Landeswappen dargestellt ist.
Der Nordosten des Landes ist von Mittelgebirgen und Hügelland geprägt: Bachergebirge (slowenisch Pohorje, bis 1500 Meter hohe Ausläufer der Zentralalpen), Matzelgebirge (Haloze, bis 880 Meter) und Windische Bühel (Slovenske gorice, 350 Meter), die nordöstlich der Mur in die Ebene und Hügel des Übermur-Gebietes (slowenisch Prekmurje) übergehen, während im Mündungsgebiet Drau-Mur die 50 mal 20 Kilometer große sogenannte Murinsel (Međimurje) bereits großteils auf kroatischem Staatsgebiet liegt. Beide Flachlandschaften gehen jenseits der ungarischen Grenze in die Pannonische Tiefebene über. Die Landesmitte und den Süden (Teil der Halbinsel Istrien) nehmen ausgedehnte, typische Karst-Flächen ein.
Im äußersten Südwesten des Landes liegt die 46,6 Kilometer lange Adria-Küste (Slowenische Riviera), die auch geographisch den tiefstgelegenen Punkt (0 m Meereshöhe) des Landes markiert.

### Flüsse
Die bedeutendsten Flüsse Sloweniens sind von West nach Ost die Soča (italienischer Unterlauf: Isonzo), die Save (slowenisch Sava), die Drau (slowenisch Drava) und die Mur (slowenisch Mura). Soča und Save entspringen in den Julischen Alpen, Drau und Mur kommen aus Österreich. Außerdem bildet nach Südosten hin die in Kroatien entspringende Kolpa auf etwa 100 km die Grenze zu Kroatien. Alle genannten Flüsse sind im Wesentlichen nicht schiffbar, wurden aber zumindest streckenweise in der Vergangenheit von Flößern genutzt (Bsp.: Drau bei Maribor).
Die Soča entwässert zur Adria. Save und Drau sind Nebenflüsse der Donau (Mündungen in Serbien bzw. Kroatien). Die Mur ist ein Nebenfluss der Drau (Mündung an der Grenze zwischen Ungarn und Kroatien). Die Kolpa mündet im kroatischen Sisak in die Save.

### Klima
Die Klimaregion Sloweniens bildet (nach österreichischer Einteilung) den Kernbereich des illyrischen Übergangsklimas zwischen Alpen und Dinariden, Mittelmeer und Pannonien. Im Südwesten des Landes herrscht schon deutlich mediterranes Klima mit warmen Sommern und milden, feuchten Wintern (Weinbauregion), der Winter und das Frühjahr bringen aber an der Küste häufig kalte Fallwinde, die gefürchtete Bora, mit Schnee in Höhenlagen. Im Landesinneren ist das Klima kontinentaler geprägt, der Nordwesten von typischem Südalpenklima (Südföhn, Winterregen, mit vergleichsweise wenig Schnee). Der Osten ist schon deutlich pannonisch, mit heißen Sommern und kalten Wintern.

### Natur und Naturschutz

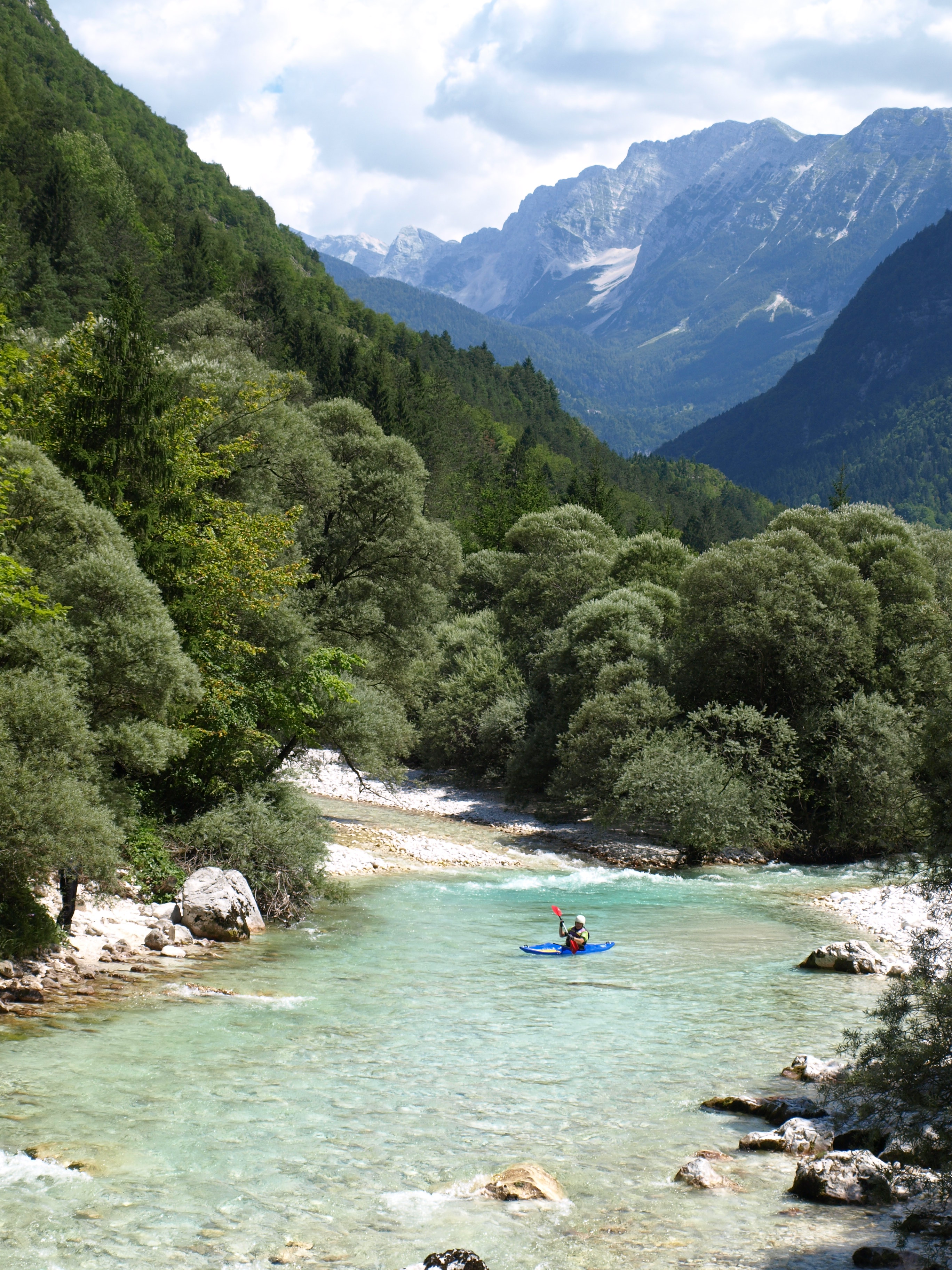
Die Soča gilt als der schönste Fluss Sloweniens

Slowenien ist einer der EU-Staaten mit der größten Biodiversität: Jede fünfzigste weltweit bekannte Festlandtier- und -pflanzenart kommt hier vor. Das Land unternimmt nach eigener Darstellung große Anstrengungen zur Erhaltung dieser Fauna-, Flora- und Habitatvielfalt. Das Umweltministerium stellt heraus, dass eine intakte Natur einen Wert für den Tourismus darstelle, weshalb das touristische Angebot auf Menschen ausgerichtet sei, die Ruhe suchen, die die Landschaft genießen möchten und Interesse an der Tier- und Pflanzenwelt haben. Das Land hat rund 13 % seines Staatsgebietes unter Schutz gestellt (Deutschland: 3,6 % [2021]).
Slowenien wies 1981 mit dem nach dem höchsten Berg des Landes benannten Triglav-Nationalpark (WDPA 2517) sein erstes und einziges Großschutzgebiet aus. Der Park umfasst mit einer Fläche von 83.982 Hektar 4,1 % der Landesfläche. Er ist zugleich Natura-2000-Vogelschutz- und -FFH-Gebiet, als UNESCO-Biosphärenreservat anerkannt (seit 2003) und hat seit 2004 das Europadiplom des Europarates.
Des Weiteren gibt es 3 Regionalparks, 52 Naturschutzgebiete, 44 geschützte Landschaftsparks, 1217 Naturdenkmäler, 26 Natura-2000-Vogelschutzgebiete und 260 Natura-2000-FFH-Gebiete.
Durch die Ausweitung der Natura-2000-Gebiete hat Slowenien 35,52 Prozent der Staatsfläche unter Schutz gestellt. Zum Vergleich: In der gesamten Europäischen Union wurden durchschnittlich 18,16 Prozent als Natura-2000-Gebiete ausgewiesen, in Deutschland sind es 15,47 Prozent der Staatsfläche und in Österreich 14,96 Prozent (Stand: Dezember 2013). In den slowenischen Natura-2000-Gebieten werden 312 Tier- und Pflanzenarten (davon 109 Vogelarten) und 60 Lebensraumtypen geschützt.
Slowenien hat einen erheblichen Anteil am Grünen Band Europas und liegt im Blauen Herzen Europas.
In den 1990er Jahren gab es in Slowenien mehr als 50 überregional im Umwelt- und Naturschutzbereich tätige Nichtregierungsorganisationen (NGO).

### Städte
Im Jahr 2023 lebten 56 Prozent der Einwohner Sloweniens in Städten. Die größten Städte des Landes sind:
| 01 | Ljubljana (deutsch: Laibach)        | 298.000 |
| 02 | Maribor (Marburg an der Drau)       | 113.000 |
| 03 | Kranj (Krainburg)                   | 57.000  |
| 04 | Koper (italienisch Capodistria)     | 54.000  |
| 05 | Celje (Cilli)                       | 50.000  |
| 06 | Novo mesto (Neustadtl/Rudolfswerth) | 39.000  |
| 07 | Domžale (Domschale)                 | 38.000  |
| 08 | Velenje (Wöllan)                    | 34.000  |
| 09 | Nova Gorica (Neu-Görz)              | 32.000  |
| 10 | Kamnik (Stein in Krain)             | 30.000  |

## Bevölkerung

### Demografie

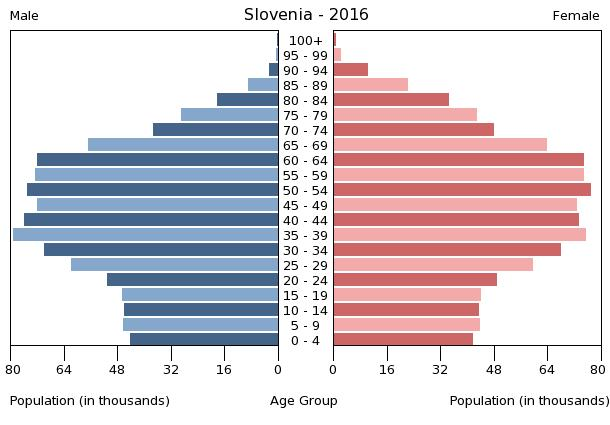
Bevölkerungspyramide Slowenien

Slowenien hatte 2023 2,1 Millionen Einwohner. Das jährliche Bevölkerungswachstum betrug + 0,4 %. Trotz eines Sterbeüberschusses (Geburtenziffer: 8,3 pro 1000 Einwohner vs. Sterbeziffer: 10,6 pro 1000 Einwohner) wuchs die Bevölkerung durch Migration. Die Anzahl der Geburten pro Frau lag 2022 statistisch bei 1,6, die der Europäischen Union betrug 1,5. Die Lebenserwartung der Einwohner Sloweniens ab der Geburt lag 2022 bei 81,3 Jahren. Der Median des Alters der Bevölkerung lag im Jahr 2021 bei 43,2 Jahren. Im Jahr 2023 waren 15,0 Prozent der Bevölkerung unter 15 Jahre, während der Anteil der über 64-Jährigen 21,4 Prozent der Bevölkerung betrug.
| Jahr | Einwohnerzahl | Jahr | Einwohnerzahl |
| ---- | ------------- | ---- | ------------- |
| 1950 | 1.473.000     | 1990 | 2.006.000     |
| 1960 | 1.587.000     | 2000 | 1.988.000     |
| 1970 | 1.670.000     | 2010 | 2.045.000     |
| 1980 | 1.836.000     | 2020 | 2.102.000     |

### Bevölkerungsstruktur
Die Einwohner Sloweniens waren nach der Volkszählung 2002 zu 83,06 % Slowenen; weiterhin lebten damals in Slowenien 1,98 % Serben und 1,81 % Kroaten, 1,1 % Bosniaken. Viele von ihnen waren bereits zu Zeiten Jugoslawiens als Binnenmigranten nach Slowenien gekommen. Bei 8,9 % der Bevölkerung war keine ethnische Zuordnung möglich, da keine Angaben gemacht wurden.
Am 1. Januar 2021 waren 13,8 % der Einwohner Sloweniens im Ausland geboren, wobei 46 % von ihnen die slowenische Staatsbürgerschaft besaßen.

### Nationale Minderheiten in Slowenien
Als Minderheiten sind zwei kleine autochthone Gruppen von Italienern im westlichen Primorska (0,11 %) sowie Magyaren in der östlichen Region Prekmurje (0,32 %) anerkannt. Die autonomen Minderheiten der Italiener und Ungarn haben ein garantiertes Volksgruppenmandat im slowenischen Parlament. In Fragen, welche ausschließlich die jeweiligen Rechte der Minderheit betreffen, besitzen diese Volksgruppenabgeordneten ein absolutes Vetorecht.
Nicht als ethnische Minderheit anerkannt ist die mittlerweile sehr kleine deutschsprachige Restgruppe in der Gottschee und in der Untersteiermark. Bei der Volkszählung von 2002 deklarierten sich 499 Personen (0,03 %) als Deutsche sowie 181 (0,01 %) als Österreicher; Deutsch als Muttersprache gaben allerdings 1628 Personen (0,1 %) an.

### Sprachen
Amtssprache ist Slowenisch (Slovenščina) nach Artikel 11 der Verfassung der Republik Slowenien (Ustava Republike Slovenije) von 1991; daneben sind „ethnisch gemischte Gebiete“ „autochthoner“ Minderheiten definiert, in denen Italienisch und Ungarisch (Art. 64) besonderen Schutz genießen. Romani ist keine geschützte Minderheitensprache: Art. 65 der Verfassung fordert für die Volksgruppe der Roma zwar einen spezifischen Schutz, dessen gesetzliche Umsetzung steht aber aus. Derzeit stellen 19 Gemeinden Sloweniens einen Roma-Beauftragten an den Gemeinderat. Die Sprachen der anderen Minderheiten – darunter das früher wichtige Deutsche oder das in der Weißkrain traditionell verbreitete Kroatische und Serbische – genießen keinen Schutz. Das einst in der Region Gottschee (Kočevje) verbreitete Gottscheerische, eine bairische Mundart, ist vom Aussterben bedroht.
Deutsch und Italienisch sind neben Englisch schon früh unterrichtete Fremdsprachen, so dass zahlreiche Slowenen eine oder mehrere Fremdsprachen beherrschen. Durch den EU-Beitritt des Landes wurde auch Slowenisch Amtssprache der EU.

### Religion

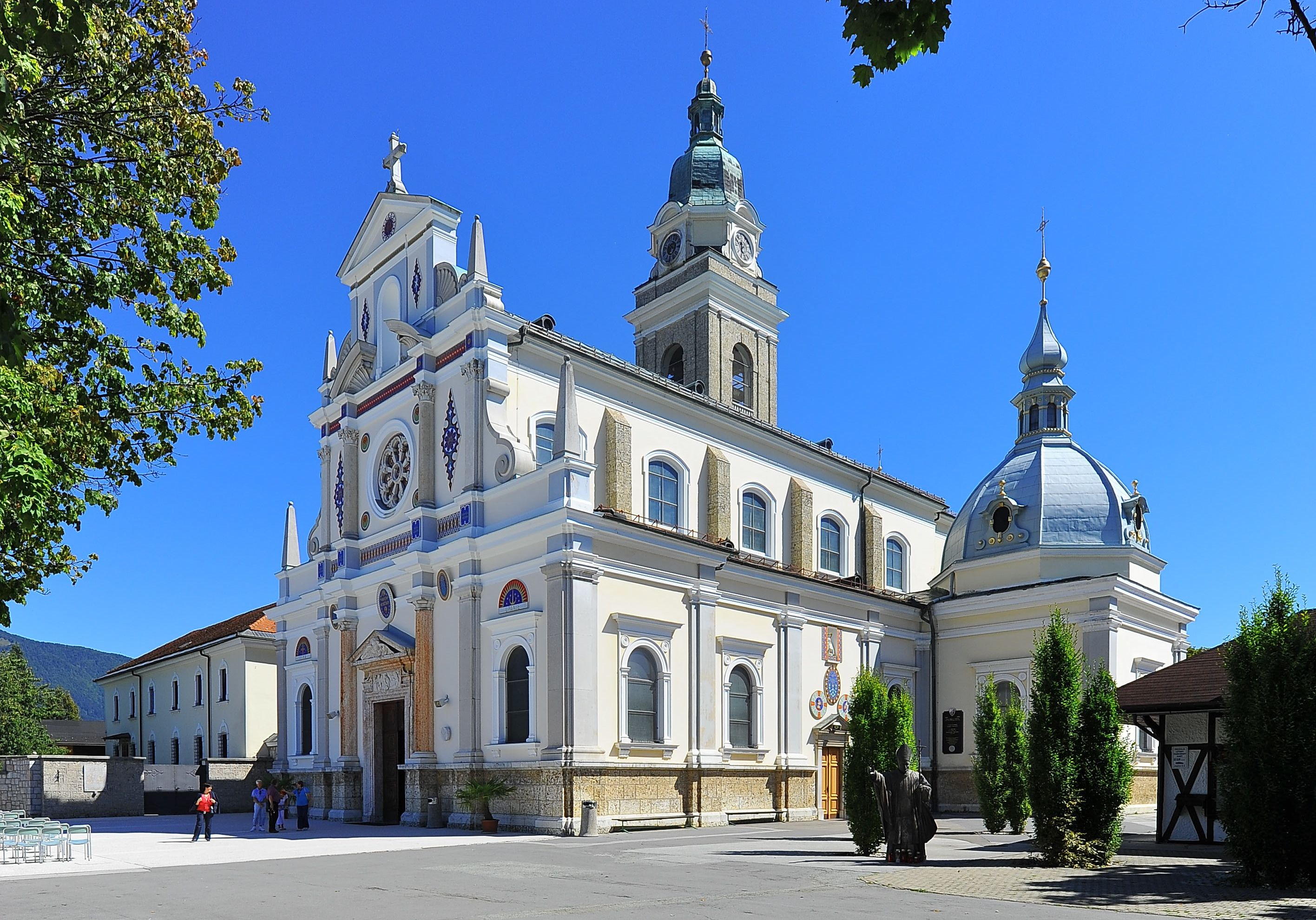
Die bedeutendste Kirche in Slowenien ist die Wallfahrtskirche Marije Pomagaj in Brezje.

Insgesamt sind in Slowenien 50 religiöse Vereinigungen registriert, von denen jedoch 46 nur etwa fünf Prozent der Gesamtbevölkerung ausmachen. Die römisch-katholische Kirche ist mit ca. 60 bis 80 Prozent der Bürger (57,8 Prozent nach der letzten Volkszählung 2002, 71,6 Prozent 1991) die größte Religionsgemeinschaft, wenn man die Taufe als das formale Kriterium heranzieht. Nach Daten, die das „Forschungszentrum für öffentliche Meinung und Massenkommunikation“ der Fakultät der Sozialwissenschaften der Universität Ljubljana erhob, betrachten sich ca. 70 Prozent der slowenischen Bürger als dem römisch-katholischen Glauben „zugehörig“. Allerdings gelten die Katholiken als heterogene Gruppe; viele von ihnen sind weit davon entfernt, strenggläubig oder praktizierend zu sein.
Neben der römisch-katholischen Kirche gibt es andere „traditionelle“ religiöse Gemeinschaften: muslimische Gemeinden (etwa 2,5 Prozent der slowenischen Bevölkerung, mehrheitlich aus Bosnien und dem Kosovo stammend), die Serbische und die Mazedonisch-Orthodoxe Kirche (ca. 2,3 Prozent), die Slowenische Evangelische (lutherische) Kirche (ein Prozent) und eine sehr kleine jüdische Gemeinde mit weniger als hundert Mitgliedern. Die restlichen registrierten Gemeinschaften können als neue religiöse Bewegungen betrachtet werden, unter denen es auch solche gibt, die regelmäßig in den Regierungsberichten größerer europäischer Länder als destruktive Kulte oder Sekten klassifiziert werden. Außerdem gibt es zahlreiche neue religiöse Bewegungen, die nicht amtlich registriert wurden, aber als legale Körperschaft oder als Interessengruppen ohne formale Organisation agieren.
Eine repräsentative Umfrage im Auftrag der Europäischen Kommission im Rahmen des Eurobarometers ergab 2020, dass für 28 Prozent der Menschen in Slowenien Religion wichtig ist, für 22 Prozent ist sie weder wichtig noch unwichtig und für 50 Prozent ist sie unwichtig.

### Bildung
Das slowenische Schulsystem besteht aus Primär- und Sekundarstufe. Dort unterrichtete 2016 jeder Lehrer 13,8 bzw. 9,7 Schüler. Es existieren die staatlichen Universitäten Ljubljana, Maribor, Primorska sowie zahlreiche private Hochschulen, Bildungs- und Forschungsinstitute. Im Jahr 2020 gab der Staat 5,8 Prozent des Bruttoinlandsprodukts für Bildung aus, was über dem Durchschnitt der EU-Länder lag.

### Gesundheit
Die Gesundheitsausgaben des Landes betrugen im Jahr 2022 8,9 % des Bruttoinlandsprodukts. Im Jahr 2020 praktizierten in Slowenien 32,8 Ärztinnen und Ärzte je 10.000 Einwohner. Die Sterblichkeit bei unter 5-jährigen betrug 2022 2,3 pro 1000 Lebendgeburten. Die Lebenserwartung der Einwohner Sloweniens ab der Geburt lag 2022 bei 81,3 Jahren (Frauen: 84,1, Männer: 78,6). Die Lebenserwartung stieg von 75,4 Jahren im Jahr 2000 bis 2022 um 8 %.

## Geschichte

### Mittelalter bis Anfang 20. Jahrhundert

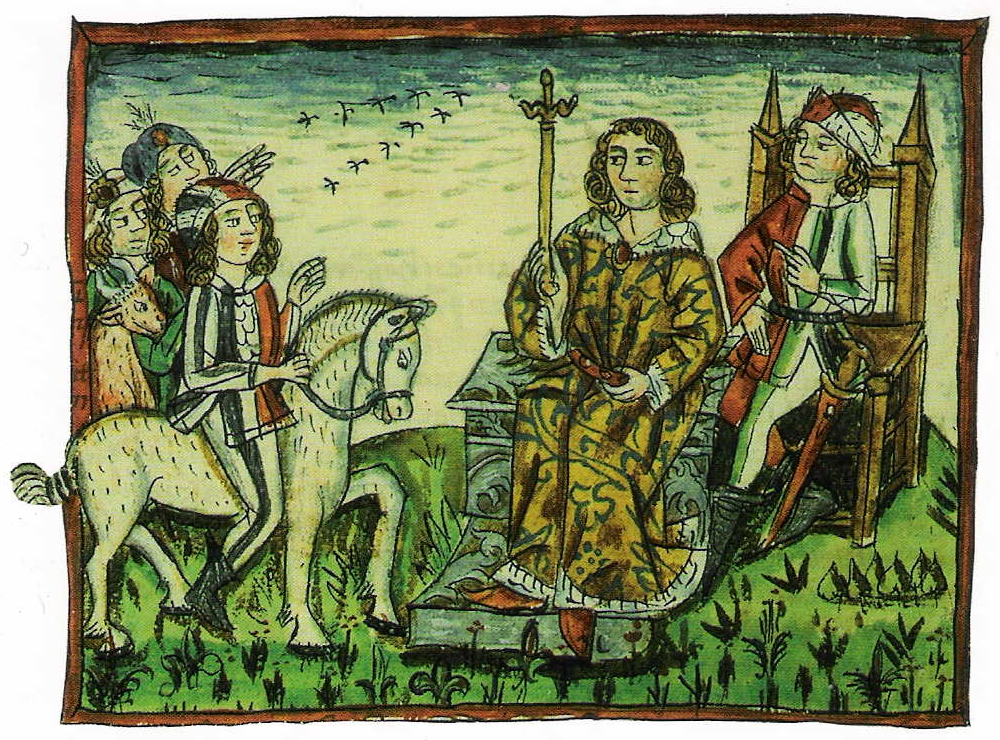
Einsetzung des Herzogs in Karantanien

Wappen des Herzogtums Krain (1364–1918)

Man nimmt an, dass die slawischen Vorfahren der Slowenen im 6. Jahrhundert ins Gebiet des heutigen Slowenien zogen und sich dort niederließen. Im 7. Jahrhundert entstand das slawische Fürstentum Karantanien.
Im Verlauf der nächsten zwei Jahrhunderte kam Karantanien zunächst unter bairische, dann unter fränkische Vorherrschaft. Der Sieg des Königs und späteren Kaisers Otto I. in der Schlacht auf dem Lechfeld (bei Augsburg) in der Mitte des 10. Jahrhunderts ermöglichte dem Heiligen Römischen Reich die Expansion nach Osten. Die zuvor in das Gebiet des heutigen Sloweniens, Österreichs, Süddeutschlands und Italiens ausgreifenden Ungarn zogen sich weitgehend in die Pannonische Tiefebene zurück und bauten hier unter den Arpaden das Königreich Ungarn auf. Durch die ungarische Ansiedlung sowie die Expansion der bayerisch-deutschsprachigen Bevölkerung entlang von Alpen und Donau nach Osten wurden die Siedlungsgebiete der westlichen und der südlichen Slawen voneinander getrennt. Unabhängig von der sprachlich-kulturellen Expansion bestimmter Bevölkerungsgruppen breiteten sich attraktive und dominante Herrschaftsstrukturen aus. So wurde Karantanien vom Herzogtum Baiern annektiert und damit in das Ostfränkische Reich eingegliedert. Seit 976 bildete es das Herzogtum Kärnten des Heiligen Römischen Reiches.
Die Markgrafschaft Krain kam über die steirischen Herzöge, Babenberger (Friedrich II.) und Ottokar von Böhmen zu den (österreichischen) Habsburgern. Im Zuge des Aufstiegs der Habsburger Mitte des 13. Jahrhunderts kamen große Gebiete des heutigen Sloweniens unter ihre Herrschaft. Eine Ausnahme bildete die Grafschaft der Sanegg in Cilli, die sich durch geschickte Heiratspolitik bis zum Aussterben der Dynastie 1456 gegen die habsburgische Hegemonie behaupten konnte. Danach stand das spätere slowenische Territorium bis zum Ende des Ersten Weltkriegs – mit einer kurzen Unterbrechung während der Napoleonischen Kriege – unter habsburgischer Herrschaft.
Wie in Österreich konnten Frauen, die Steuern zahlten, bei Kommunalwahlen ab 1849 unter denselben Bedingungen wie Männer wählen. Sie konnten jedoch ihre Stimme nicht persönlich abgeben, sondern mussten einem nahen männlichen Verwandten eine Vollmacht dafür geben, dass dieser für sie abstimmte. Das allgemeine Wahlrecht für Männer wurde 1907 auf nationaler Ebene eingeführt.

### Nach dem Ersten Weltkrieg

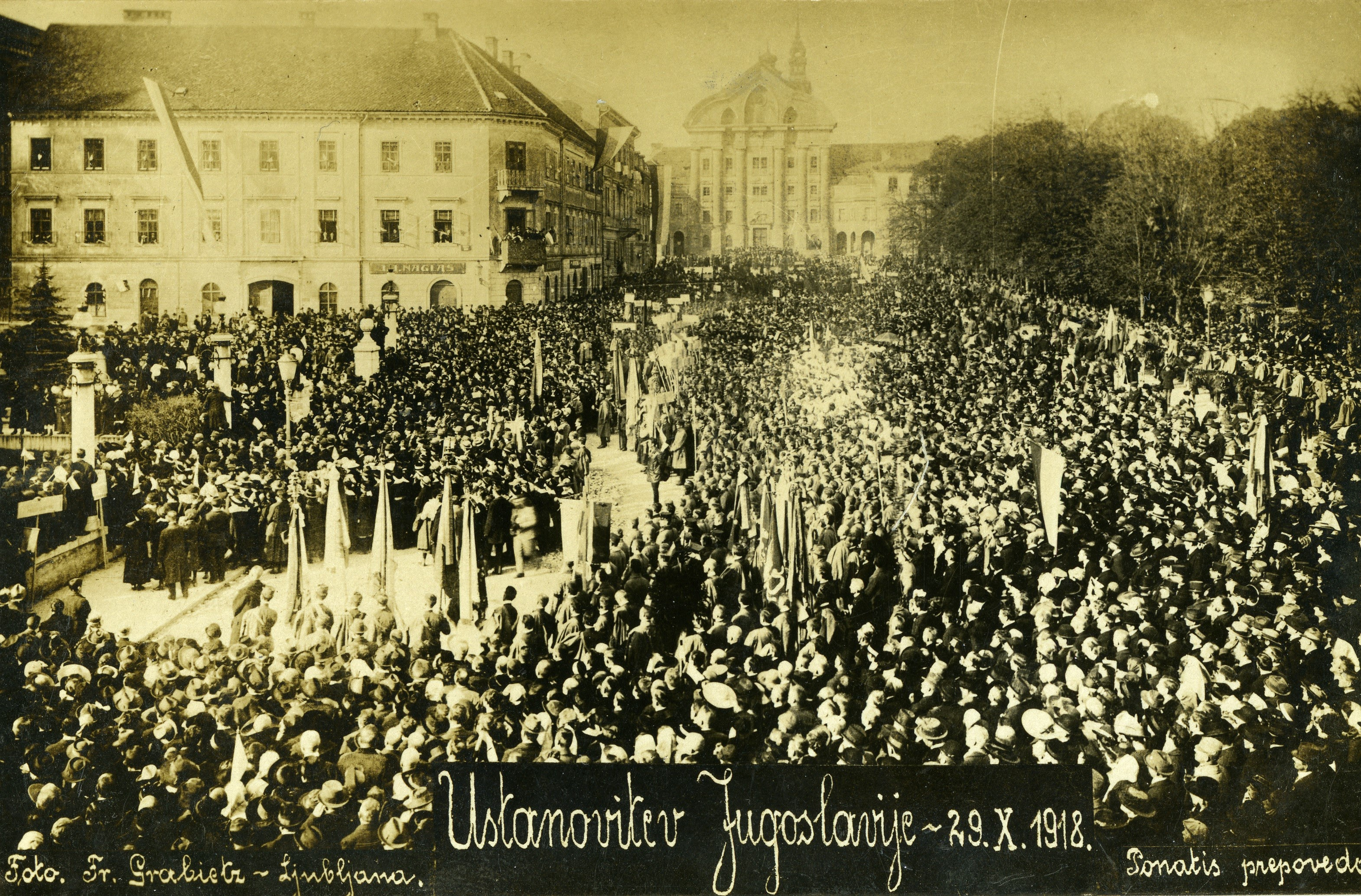
Ausrufung des Staates der Slowenen, Kroaten und Serben 1918 in Ljubljana

Das schon im 19. Jahrhundert zunehmend aufflammende Nationalbewusstsein und die Auflösung Österreich-Ungarns gegen Ende des Ersten Weltkriegs führte am 6. Oktober 1918 zunächst zur Bildung eines Nationalrats der Slowenen, Kroaten und Serben. Als italienische Truppen in die slowenische Küstenregion vordrangen und im Norden um Kärnten kämpften (Kärntner Abwehrkampf), bat der Nationalrat das Königreich Serbien um militärische Hilfe. Aus dieser Kooperation entstand am 1. Dezember 1918 das Königreich der Serben, Kroaten und Slowenen (SHS-Staat).
Der Vertrag von Saint-Germain 1919 sprach dem SHS-Staat die Untersteiermark mit der Hauptstadt Marburg (slowenisch Maribor) sowie mehrheitlich slowenischsprachige Teile des Kärntner Unterlandes, das Gebiet um Unterdrauburg (slowenisch Dravograd), das Mießtal und Seeland (Jezersko) zu. Bei einem für den SHS-Staat positiven Ausgang einer Volksabstimmung in einem bereits militärisch besetzten gemischtsprachigen Gebiet Kärntens (Zone A) hätte auch in einem Zone B genannten Gebiet, das auch die Kärntner Landeshauptstadt Klagenfurt einschloss, über den Verbleib bei Österreich abgestimmt werden sollen. Durch den Vertrag von Trianon 1920 mit Ungarn ging das Übermurgebiet im Norden (slowenisch Prekmurje) an das SHS-Königreich. Im Grenzvertrag von Rapallo (November 1920) erhielt andererseits Italien die besetzte slowenische Küstenregion.
Im Jahr 1929 – neun Monate nach einem Staatsstreich von König Alexander Karađorđević – nannte sich das Land in Königreich Jugoslawien um. Dadurch verstärkte sich die schon vorher zunehmende Dominanz der Serben im Königreich; zudem litten die Slowenen unter dem Verlust ihrer Küstenregion. Zunehmend innenpolitisch zerrüttet, bewahrte das Königreich die Neutralität.

### Zweiter Weltkrieg

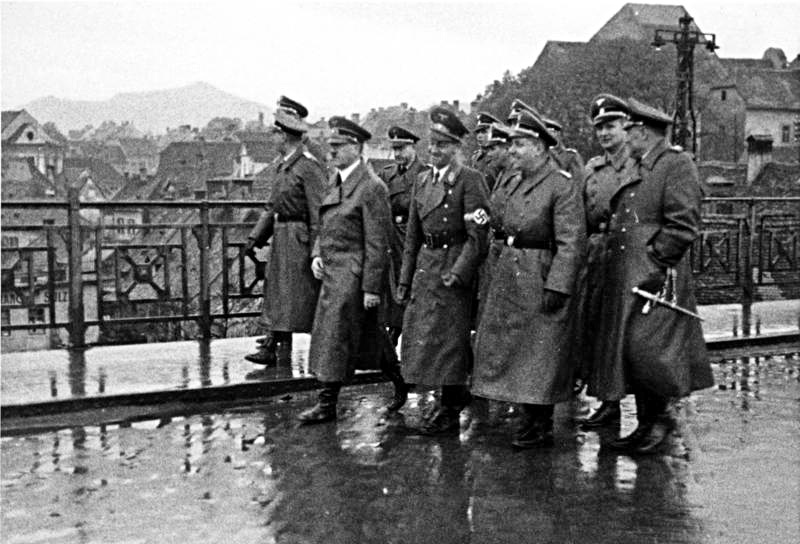
Adolf Hitler 1941 in Maribor

Am 25. März 1941 wurde der bis dahin im SHS-Staat die Regierungsgeschäfte führende Prinz Paul (seit 1934 war der minderjährige Peter II. Staatsoberhaupt, Prinz Paul war sein Onkel) von den Achsenmächten zum Mitpaktieren gezwungen. Die Militärführung putschte aber bereits zwei Tage später und setzte den 17-jährigen König Peter II. als Machthaber ein. Die Achsenmächte betrachteten diese Vorgänge an ihrer südöstlichen Flanke als Gefahrenquelle und besetzten im Balkanfeldzug im April 1941 das gesamte Jugoslawien. Slowenien wurde danach unter Italien, Ungarn und Deutschland aufgeteilt. Bereits wenige Tage nach der Besetzung Sloweniens wurde als kommunistisch geführte Widerstandsorganisation die Befreiungsfront (Osvobodilna Fronta) gegründet, die den Nationalen Befreiungskampf Sloweniens führte. Zahlreiche Partisanenverbände formierten sich unter den königstreuen und nach Beginn des Deutschen Krieges gegen die Sowjetunion auch unter den kommunistischen Oppositionellen (unter der Führung Titos).
Zu Beginn des Zweiten Weltkriegs wurden etwa 80.000 Slowenen aus den von Deutschland besetzten Gebieten hauptsächlich nach Deutschland, aber auch nach Rumänien und Bulgarien deportiert, um dort Zwangsarbeit zu verrichten. Daneben wurden während des Krieges Kinder slowenischer Partisanen, welche als Vergeltungsmaßnahme unter Zwang von ihren Familien getrennt wurden, vor allem nach Franken verschickt.
Am Ende des Zweiten Weltkriegs floh nahezu die gesamte deutschsprachige Minderheit oder wurde vertrieben, interniert oder ermordet. Slowenische und kroatische Verbände, die auf Seiten der Achsenmächte gestanden hatten und die noch nach dem 8./9. Mai 1945 die Kampfhandlungen gegen die jugoslawische Volksbefreiungsarmee fortsetzten, flohen nach Kärnten und begaben sich in den Schutz der englischen Besatzungstruppen. Diese lieferten allerdings die slowenischen und kroatischen Kriegsgefangenen und Zivilisten an die Tito-Partisanen aus, die sie auf Todesmärschen und in dem Massaker von Bleiburg in Kärnten, im Gebiet um Marburg und in den Schluchten des Hornwaldes ermordeten.

### Sozialistische Republik

Flagge der Sozialistischen Republik Slowenien (1945–1991)

Nach dem Krieg wurde am 29. November 1945 die Demokratische Föderative Volksrepublik Jugoslawien gegründet, ab 1963 nannte sie sich Sozialistische Föderative Republik Jugoslawien (SFRJ). Slowenien war als Sozialistische Republik Slowenien eine Teilrepublik der SFRJ.
Am 10. August 1945 erhielten Frauen in der Sozialistischen Republik Slowenien das Wahlrecht. Diese wurde Teil Jugoslawiens, das in der Verfassung vom 31. Januar 1946 das Frauenwahlrecht garantierte. Die volle rechtliche, wirtschaftliche und gesellschaftliche Gleichberechtigung der Geschlechter und damit das aktive und passive Frauenwahlrecht wurden in der Verfassung von 1946 erstmals garantiert.
Das seit 1947 theoretisch unter UNO-Verwaltung stehende Freie Territorium Triest mit einem Großteil von Istrien wurde 1954 im Londoner Memorandum provisorisch zwischen Italien und Jugoslawien aufgeteilt, doch erst am 10. November 1975 wurde diese provisorische Aufteilung im Vertrag von Osimo besiegelt. Im Zuge dieser Aufteilung gelangte Slowenien in den Besitz von Koper (Capodistria) und Portorož (Portorose) mit knapp 50 Kilometer Adriaküste, doch ist die Grenzziehung zwischen den ehemaligen jugoslawischen Teilrepubliken Kroatien und Slowenien in diesem Gebiet noch immer nicht völlig präzise geregelt.

### Unabhängigkeit

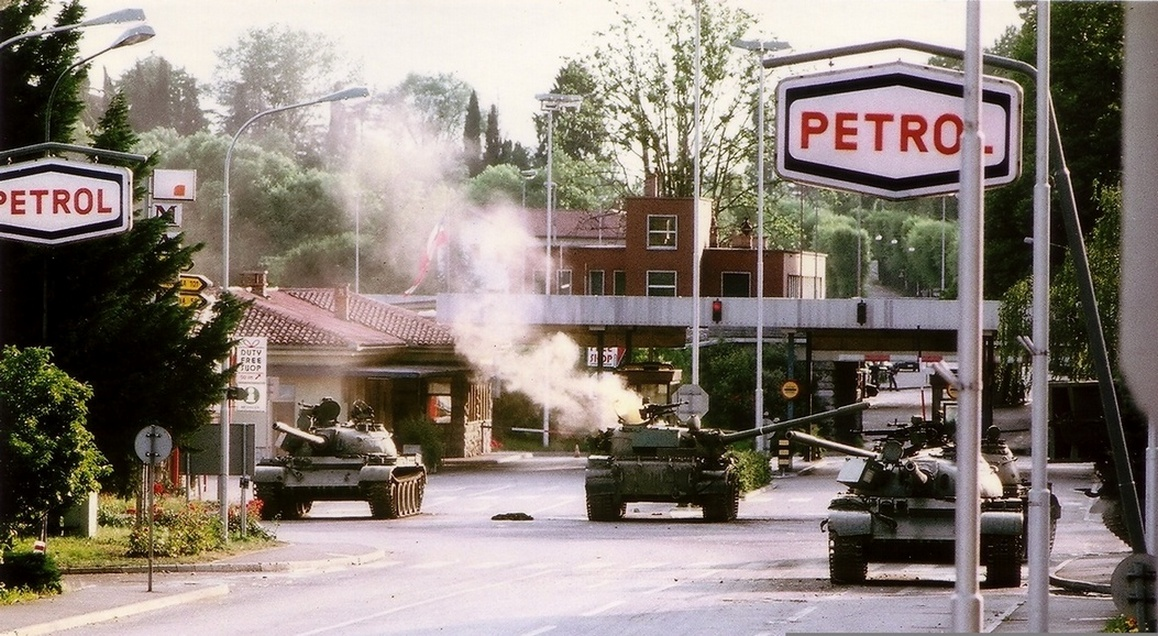
Slowenische Einheiten bekämpfen jugoslawische Panzer 1991 am Grenzübergang bei Rožna Dolina

Die wachsende Unzufriedenheit mit der Belgrader Führung während der 1980er Jahre mündete in die Unabhängigkeitserklärung Sloweniens am 25. Juni 1991. Nach der slowenischen Territorialverteidigung beendete der Truppenabzug der Jugoslawischen Volksarmee (JNA) den 10-Tage-Krieg, was die Verabschiedung einer demokratischen Verfassung nach europäischem Vorbild am 23. Dezember 1991 und die Gründung einer eigenen Republik ermöglichte. Schon binnen Monatsfrist wurde der neue Staat von allen (damals zwölf) Mitgliedern der EG anerkannt. Das Frauenwahlrecht wurde bestätigt.

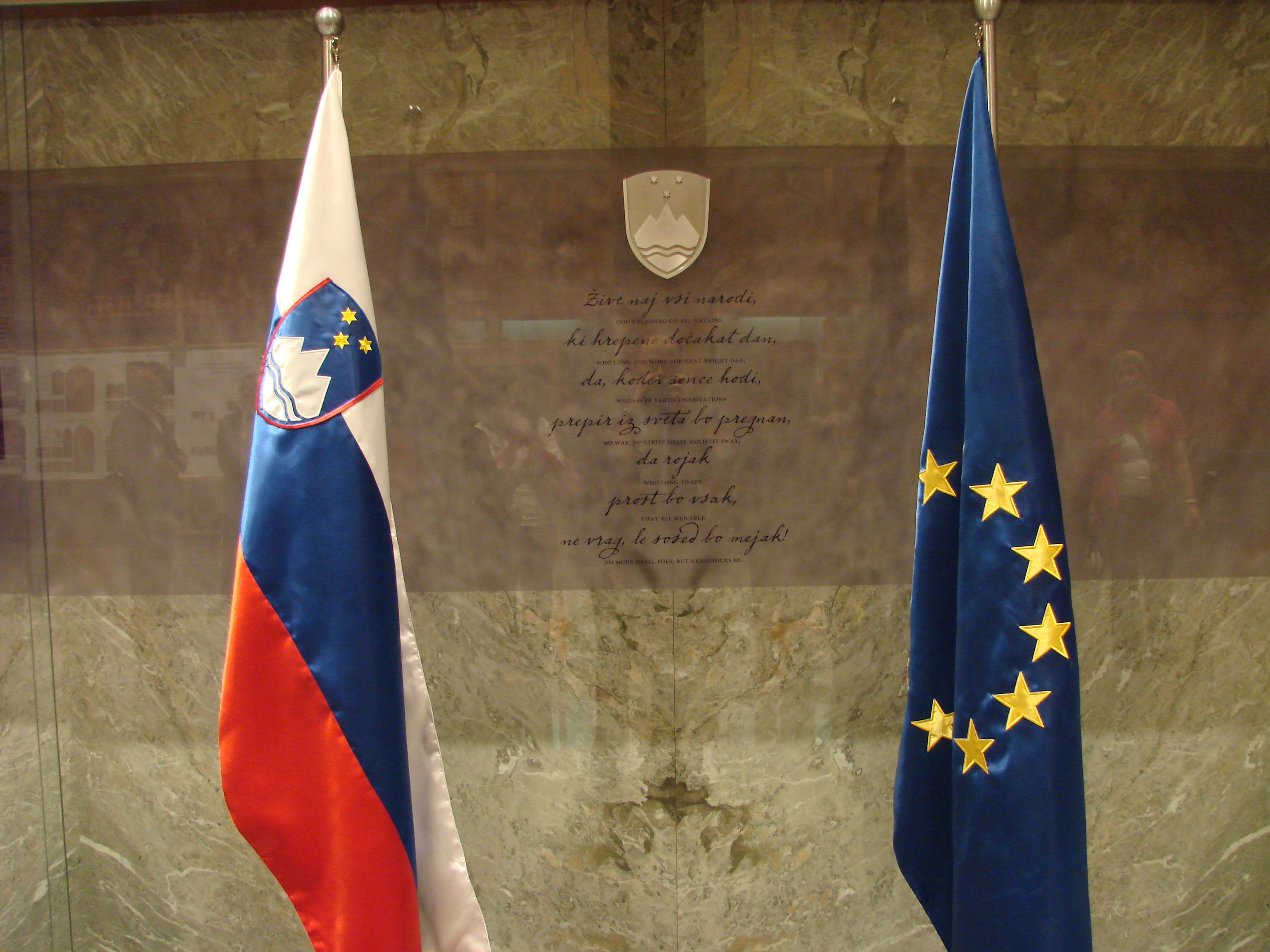
Slowenische und EU-Flagge in der Staatsversammlung

Die ethnisch relativ homogene Bevölkerung und die wenigen Kriegshandlungen mit geringen Zerstörungen ermöglichten eine schnelle Stabilisierung und demokratische Entwicklung des Staates. Dies wurde mit dem Beginn der Beitrittsverhandlungen zur EU im November 1998 honoriert. Die Verhandlungen konnten erfolgreich abgeschlossen werden und die slowenische Bevölkerung stimmte in einer Volksabstimmung am 23. März 2003 mit deutlichen Mehrheiten dem Beitritt des Landes zur Europäischen Union (89,6 Prozent) und zur NATO (66,1 Prozent) zu. Am 1. Mai 2004 trat Slowenien – zusammen mit neun anderen Ländern – der Europäischen Union bei („Osterweiterung“). Zu diesem Tag ratifizierte die slowenische Regierung das Schengener Abkommen, was am 21. Dezember 2007 zum Wegfall der Grenzkontrollen an den Grenzen zu Österreich, Ungarn und Italien führte. Seit 1. Januar 2007 ist der Euro gültige Währung in Slowenien, der Tolar wurde abgelöst.
Die Republik Slowenien erlebte 2013 die größten Demonstrationen in ihrer Geschichte. Die Sparmaßnahmen der Regierung wurden von den Gewerkschaften angeprangert, aber auch von vielen Bürgern, die sich über die Korruption der politischen Klasse empörten. In den Demonstrationszügen kritisierten viele die Europäische Union und viele Demonstranten schwenkten Flaggen des ehemaligen Bundesstaates Jugoslawien.
2014 setzte die slowenische Regierung unter dem Druck der Demonstrationen verschiedene Reformen um, um die Transparenz und Rechenschaftspflicht zu erhöhen. Dazu gehörten die Einführung eines Lobbyistenregisters, die Stärkung der Unabhängigkeit der Antikorruptionsbehörde und die Verabschiedung eines Gesetzes zur Regulierung der Parteienfinanzierung.
Ab Herbst 2015 war Slowenien Durchgangsort für eine halbe Million Flüchtlinge und Migranten; die meisten auf ihrem Weg nach Deutschland und Nordeuropa. Die Regierung unter Miro Cerar verabschiedete im Zuge dessen verschärfte Asylgesetze, errichtete einen Grenzzaun an der Grenze zu Kroatien und limitierte die Asylantragszahlen auf 50 Personen pro Monat.

### Seit 2016
Anfang 2016 sah sich Slowenien mit einer großen Flüchtlingskrise konfrontiert. Angesichts des starken Zuzugs von Flüchtlingen über die Balkanroute entsandte die Regierung in Ljubljana Soldaten, um die Grenze zu Kroatien zu sichern. Die Armee wurde eingesetzt, um die Kontrolle über die Grenzen zu verstärken und die Bewegungen der Flüchtlinge zu überwachen. 2017 verschärfte Slowenien sein Asylrecht deutlich. So wurde die Prüfung von Asylanträgen beschleunigt und die Möglichkeiten für Abschiebungen ausgeweitet. Zudem wurde der Familiennachzug stark eingeschränkt.
Im Jahr 2018 war ein Rechtsruck in Slowenien zu erkennen. Die Slowenische Demokratische Partei (SDS) von Ex-Ministerpräsident Janez Janša gewann die Parlamentswahlen und wurde zur stärksten Kraft. Die Partei schlug einen rechtspopulistischen Kurs ein. Dies führte im Laufe des Jahres zu einer langwierigen und schwierigen Regierungsbildung.
2020, noch während des Ausbruchs der Corona-Pandemie, wurde die neue Regierung unter Führung des rechtskonservativen Oppositionsführers Janez Janša offiziell gebildet. Seine Slowenische Demokratische Partei (SDS) konnte eine Mehrheit im Parlament zusammenstellen, indem sie Koalitionspartner aus der bisherigen Mitte-Links-Regierung gewann. Die Corona-Pandemie traf Slowenien 2020 zunächst glimpflich, doch im Herbst stiegen die Infektionszahlen deutlich an. Am 14. Oktober meldete das Land 745 Neuinfektionen, die Gesamtzahl lag bei 10.683 Fällen mit 176 Toten. Daraufhin rief die Regierung den Pandemie-Notstand aus und verhängte eine nächtliche Ausgangssperre sowie Fernunterricht für Schüler ab der 6. Klasse.
Zuvor hatte Slowenien im März den epidemischen Notstand ausgerufen und weitreichende Beschränkungen erlassen, bevor es sich im Mai für pandemiefrei erklärte. Wirtschaftlich reagierte das Land mit einem Konjunktur-Notprogramm, das Gehaltsentschädigungen, Stundungen von Abgaben und finanzielle Hilfen vorsah.
Im Frühjahr 2021 erholte sich die slowenische Wirtschaft zunächst gut von der COVID-19-Pandemie, erlitt jedoch Rückschläge durch die Energiesituation und die geopolitischen Spannungen infolge des Krieges in der Ukraine.
Im August 2023 wurde das Land von schweren Überschwemmungen getroffen, die fast 5 % des BIP an direkten Schäden verursachten. Die Regierung reagierte mit Notfallgesetzen zur Unterstützung der Betroffenen und begann mit Wiederaufbauarbeiten.
Das Jahr 2024 begann mit intensiven Verhandlungen zwischen der Regierung und den öffentlichen Sektoren zur Reform des Lohnsystems, insbesondere zur Verringerung von Gehaltsunterschieden. Zusätzlich hat sich das Land auf umfangreiche Infrastrukturprojekte konzentriert, darunter den Beginn des Baus neuer Zug- und Busbahnhöfe in Ljubljana.
Im April 2024 erkannte Slowenien als eines der wenigen europäischen Länder den palästinensischen Staat offiziell an. Das Parlament in Ljubljana billigte einstimmig ein entsprechendes Dekret der Regierung.

## Ähnlichkeiten der Landesnamen von Slowenien und Slowakei
Die heutige Selbstbezeichnung der südslawischen Slowenen leitet sich wie auch die der westslawischen Slowaken von der Urbezeichnung aller Slawen, den Sloveni, ab. So bezeichnen die Slowenen ihr Land als Slovenija, während die Slowakei bei den Slowaken Slovensko heißt. Die slowenische Sprache wird auf Slowenisch als slovenščina, die slowakische Sprache auf Slowakisch als slovenčina bezeichnet. Das Wort für Slowenin (auf Slowenisch) und Slowakin (auf Slowakisch) ist in beiden Sprachen gleich: Slovenka. Der einzige größere Unterschied besteht heute in der männlichen Form: Während sich bei den Slowenen die männliche Originalform Slovenec bis heute erhalten hat, kam es bei den Slowaken im 15. Jahrhundert (unter tschechischem und polnischem Einfluss) zu einer Umbildung, bei der die ursprüngliche männliche Bezeichnung Sloven durch die heutige Bezeichnung Slovák ersetzt wurde.

## Politik und Militär

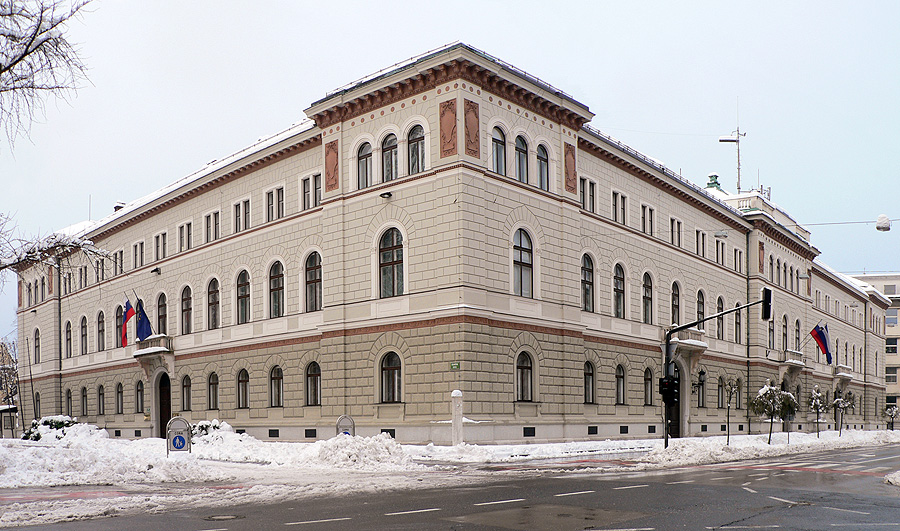
Präsidentenpalast in Ljubljana

Flaggen vor dem Parlament in Ljubljana

### Politisches System
Die Verfassung, die am 23. Dezember 1991 vom Parlament verabschiedet wurde und wenig später in Kraft trat, bezeichnet Slowenien als eine parlamentarische Republik. In ihr werden Menschen- und Bürgerrechte garantiert und das Prinzip der Rechtsstaatlichkeit festgelegt.
Das Staatsoberhaupt, der Staatspräsident, wird alle fünf Jahre direkt von der Bevölkerung gewählt und seine Amtszeit ist auf zwei Perioden beschränkt. Neben seinen repräsentativen Funktionen, kann er in bestimmten Fällen das Parlament auflösen und Neuwahlen ansetzen. Ferner ist er Oberbefehlshaber der slowenischen Streitkräfte.
Die Regierung hat Exekutiv- und Verwaltungsbefugnisse. Der Regierungschef, der Ministerpräsident, und die Minister werden vom Parlament gewählt.
Das slowenische Parlament besteht aus zwei Kammern, der Staatsversammlung (Državni zbor) und dem Staatsrat (Državni svet). Von beiden Kammern hat die Staatsversammlung den überwiegenden Teil der legislativen Befugnisse. Von ihren 90 Abgeordneten, die nach dem Verhältniswahlrecht gewählt werden, repräsentieren zwei Abgeordnete die nationalen Minderheiten der Ungarn und Italiener.
In Fragen, welche ausschließlich die jeweiligen Rechte der Minderheit betreffen, besitzen diese Volksgruppenabgeordneten ein absolutes Vetorecht. In den Staatsrat werden 40 Abgeordnete aus sozialen, wirtschaftlichen und regionalen Interessengruppen entsandt. Die Parlamentswahlen finden alle vier Jahre statt.
Im Zuge der NATO-Osterweiterung wurde Slowenien am 29. März 2004 Mitglied der NATO. Seit 1. Mai 2004 ist es Mitglied der Europäischen Union. Seit dem 21. Juli 2010 ist Slowenien Mitglied der OECD.
Noch immer ist der genaue Grenzverlauf zwischen Slowenien und Kroatien nicht geklärt. An den Schiedsspruch von 2017 eines von beiden Staaten vereinbarten internationalen Schiedsgerichtsverfahrens sieht sich Kroatien nicht gebunden.

### Politische Indizes
| Name des Index                     | Indexwert    | Weltweiter Rang | Interpretationshilfe | Jahr |
| ---------------------------------- | ------------ | --------------- | --- | ---- |
| Fragile States Index               | 27,3 von 120 | 163 von 179     | Stabilität des Landes: nachhaltig 0 = sehr nachhaltig / 120 = sehr alarmierend Rang: 1 = fragilstes Land / 179 = stabilstes Land | 2023 |
| Demokratieindex                    | 7,75 von 10  | 31 von 167      | Unvollständige Demokratie 0 = autoritäres Regime / 10 = vollständige Demokratie                                                  | 2023 |
| Freedom in the World Index         | 96 von 100   | —               | Freiheitsstatus: frei 0 = unfrei / 100 = frei                                                                                    | 2024 |
| Rangliste der Pressefreiheit       | 74,1 von 100 | 33 von 180      | Zufriedenstellende Lage für die Pressefreiheit 100 = gute Lage / 0 = sehr ernste Lage                                            | 2025 |
| Korruptionswahrnehmungsindex (CPI) | 60 von 100   | 36 von 181      | 0 = sehr korrupt / 100 = sehr sauber                                                                                             | 2024 |

### Militär

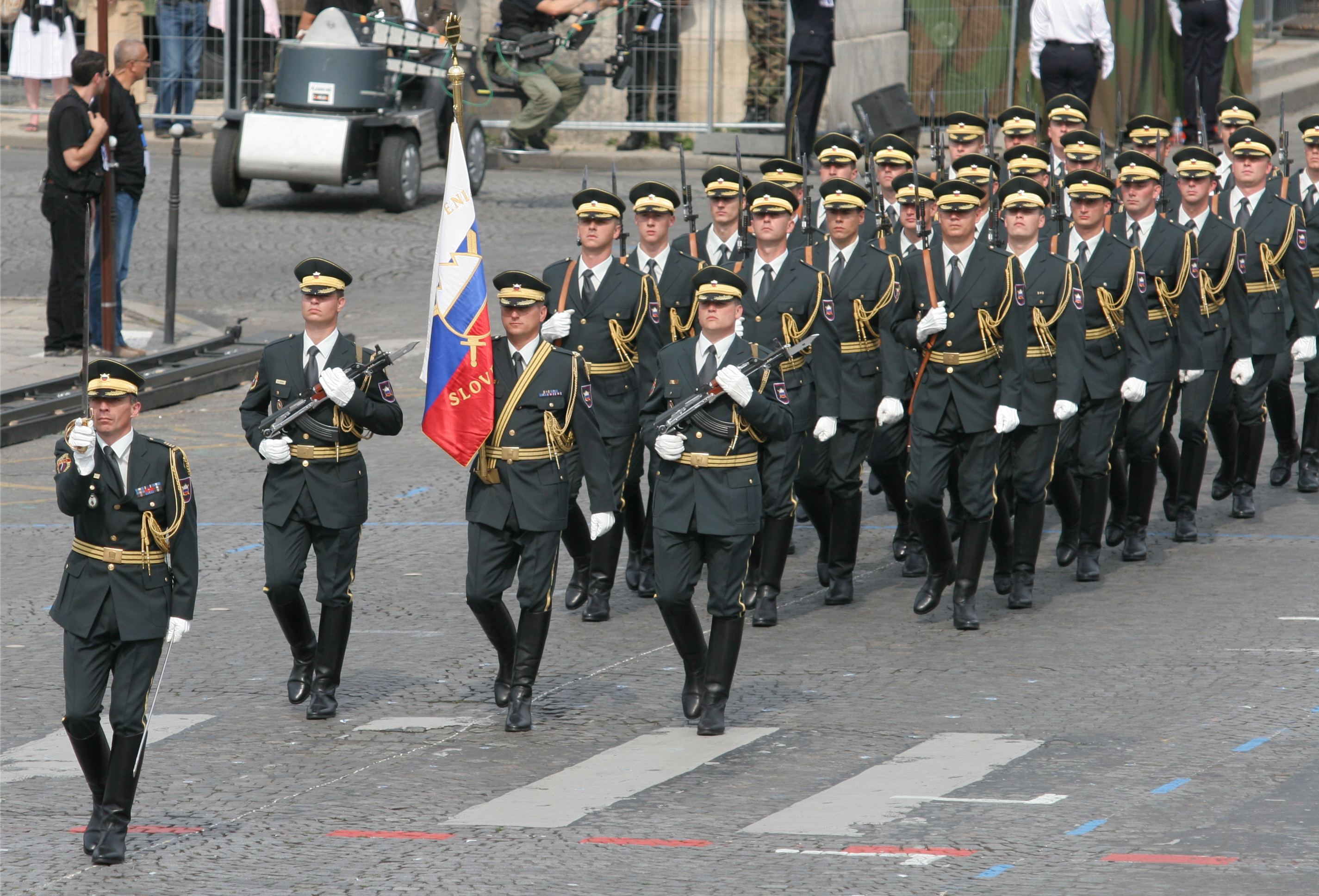
Slowenische Garde

Die Slowenischen Streitkräfte verfügen über Land-, Luft- und Seeeinheiten, die aber nicht als selbständige Teilstreitkräfte organisiert sind.
 Es gibt ca. 7.500 aktive slowenische Soldaten. Im Jahr 2023 gab das Land 1,3 % seines Bruttoinlandsprodukts für Verteidigung aus.

## Gliederung

### Verwaltungsgliederung
Slowenien ist in 212 Gemeinden (slowenisch Občine, Sg. Občina), darunter zwölf Stadtgemeinden (Mestne občine, Sg. Mestna občina), gegliedert. Zwischen der Gemeindeebene und dem Gesamtstaat ist keine weitere administrative Ebene vorhanden. 

### NUTS-2-Regionen
Nach der EU-weiten Systematik der NUTS-Gliederung ist Slowenien auf NUTS-2-Ebene in zwei Kohäsionsregionen (Kohezijske regije) eingeteilt, die aber keine administrative Bedeutung besitzen:
- Vzhodna Slovenija (Ostslowenien)
- Zahodna Slovenija (Westslowenien)

Diese Regionen wurden nach Gesichtspunkten der Regionalentwicklung eingeteilt. Während Westslowenien die wirtschaftsstarken Gebiete um Ljubljana, Kranj und Koper umfasst, liegen in Ostslowenien die schwächer entwickelten Landesteile.

### Statistische Regionen
Slowenien ist außerdem in zwölf Statistikregionen eingeteilt, die ebenfalls keine administrative Bedeutung besitzen.
Statistische Regionen
1. Gorenjska regija
2. Goriška regija
3. Jugovzhodna Slovenija regija
4. Koroška regija
5. Primorsko-notranjska regija (bis 2014: Notranjsko-kraška regija)
6. Obalno-kraška regija
7. Osrednjeslovenska regija
8. Podravska regija
9. Pomurska regija
10. Savinjska regija
11. Posavska regija (bis 2014: Spodnjeposavska regija)
12. Zasavska regija

### Landschaften
Zudem gibt es eine Gliederung in fünf historische Landschaften, die der Verwaltungsgliederung Österreich-Ungarns entsprechen und als Gebietsbezeichnungen nicht nur üblich sind, sondern Teil der regionalen Identität sind. Insbesondere in der slowenischen Steiermark existiert eine starke Identifikation mit einem slowenischen Steirertum in Abgrenzung zur Hauptstadt Ljubljana.
Historische Landschaften Sloweniens
1. Primorska (slowenisches Küstenland)
Slovenska Istra (Slowenisch-Istrien)
2. Kranjska (Teil des früheren Kronlandes Krain)
2a Gorenjska (Oberkrain)
2b Notranjska Innerkrain
2c Dolenjska (Unterkrain) und Bela krajina (Weißkrain)
3. Koroška (Teil des früheren Kronlandes Kärnten (Slowenisch-Kärnten))
4. (Spodnja) Štajerska (Teil des früheren Kronlandes Steiermark (Untersteiermark))
5. Prekmurje (Übermurgebiet)

## Wirtschaft

### Überblick

Slowenien ist Teil des Europäischen Binnenmarkts. Zusammen mit 20 weiteren EU-Mitgliedstaaten (blau) bildet Slowenien eine Währungsunion, die Eurozone.

Zwar ist das Bruttoinlandsprodukt (BIP) Sloweniens absolut gesehen klein, doch hat das Land mit 48.757 USD das höchste kaufkraftbereinigte BIP pro Kopf Südosteuropas. Das marktwirtschaftlich organisierte Land ist Teil des EU-Binnenmarktes, des Schengenraumes und ist Mitglied der OECD, der Welthandelsorganisation (WTO) sowie des Internationalen Währungsfonds. Seine Währung ist der Euro. Zum Bruttoinhaltsprodukt des Landes tragen der Dienstleistungssektor mit 58 %, der Produktionssektor mit 28,1 % und die Landwirtschaft mit 1,8 % bei. Im Vergleich zu anderen EU-Ländern nimmt der Industriesektor (ohne Baugewerbe) mit 25,3 % am BIP eine sehr bedeutende wirtschaftliche Stellung ein. Die einzelnen slowenischen Regionen haben eine stark unterschiedliche Wirtschaftsleistung. So ist das BIP pro Kopf in der Region um die Hauptstadt Ljubljana dreimal so hoch wie in der Region Zasavska.
Das Energievertriebs-Unternehmen Petrol Group war 2019 mit 4,3 Milliarden EUR das umsatzstärkste Unternehmen, der Pharmakonzern Krka war mit 163 Mio. EUR Gewinn das profitabelste Unternehmen und der Einzelhändler Mercator hatte die meisten Mitarbeiter.
Das Land führt eine Wertpapierbörse mit der Bezeichnung Ljubljanska borza (Laibacher Börse).
Slowenien hatte 2023 eine Erwerbstätigenquote von 77,5 % (EU-Durchschnitt: 75,4 %) und eine Arbeitslosenquote von 3,9 % (EU-Durchschnitt 6,0 %). Der Arbeitskräftemangel wird als große Herausforderung für die Wirtschaft des Landes gesehen. Das Durchschnittsgehalt liegt mit rund 2.300 EUR in der unteren Hälfte der europäischen Länder. Im Vergleich zu allen EU-Staaten hat Slowenien eine der geringsten Einkommensungleichheiten. Der Anteil der Menschen mit Armutsrisiko ist in kaum einem EU-Staat geringer.
Die Ausgaben des slowenischen Staates betrugen 2022 47 % und die Neuverschuldung 3,1 % des BIP. Die Staatsverschuldung Sloweniens war 2023 69 % des BIP und liegt damit unterhalb der Verschuldung der Eurozone als Ganzes.
Die hohe Bedeutung des Außenhandels für Slowenien spiegelt sich in einer Exportquote von 84 % des BIP (2023) wider, die eine der höchsten der EU ist. Genauso bedeutend sind die Importe von 73 % des BIP. Im Jahr 2023 betrug das Verhältnis der Exporte zu den Importen 1,09, was annähernd dem EU-Schnitt entsprach.
Im World Competitiveness Ranking des IMD – International Institute for Management Development verschlechterte sich Slowenien innerhalb von 5 Jahren vom 35. auf den 46. Rang im Jahr 2024.
Bei 60 % der UN-Ziele für nachhaltige Entwicklung hatte Slowenien 2023 einen höheren Zielerreichungsgrad erreicht als der Durchschnitt der EU-Staaten.

### Kennzahlen
| Jahr                                    | 1995   | 2000  | 2005   | 2010   | 2015   | 2020   | 2021   | 2022   | 2023   |
| --------------------------------------- | ------ | ----- | ------ | ------ | ------ | ------ | ------ | ------ | ------ |
| BIP (in Mrd. Euro)                      | 10,52  | 18,90 | 29,23  | 36,25  | 38,84  | 46,92  | 52,02  | 57,04  | 63,09  |
| BIP pro Kopf (in Euro)                  | 5.289  | 9.509 | 14.630 | 17.710 | 18.826 | 22.386 | 24.666 | 27.068 | 29.802 |
| BIP Wachstum (real)                     | 4,1 %  | 4,2 % | 4,0 %  | 1,2 %  | 2,3 %  | −4,2 % | 8,1 %  | 2,5 %  | 1,6 %  |
| Inflation (in Prozent)                  | 13,7 % | 8,9 % | 2,5 %  | 1,8 %  | −0,5 % | −0,1 % | 1,9 %  | 8,8 %  | 7,4 %  |
| Arbeitslosigkeit (in Prozent)           | 7,0 %  | 6,7 % | 6,5 %  | 7,3 %  | 9,0 %  | 5,0 %  | 4,7 %  | 4,0 %  | 3,7 %  |
| Staatsverschuldung (in Prozent des BIP) | 17 %   | 29 %  | 26 %   | 38 %   | 83 %   | 80 %   | 75 %   | 72 %   | 68 %   |

Quelle: Internationaler Währungsfonds

### Außenhandel
| Export nach | Export nach | Import aus          | Import aus |
| ----------- | ----------- | ------------------- | ---------- |
| Schweiz     | 27,2 %      | Schweiz             | 16,9 %     |
| Deutschland | 13,5 %      | Volksrepublik China | 15,7 %     |
| Italien     | 8,6 %       | Deutschland         | 10,7 %     |
| Kroatien    | 7,8 %       | Italien             | 9,1 %      |
| Österreich  | 5,7 %       | Österreich          | 5,6 %      |

Die hohe Bedeutung des Außenhandels für Slowenien spiegelt sich in einer Exportquote von 84 % des BIP (2023) wider, die eine der höchsten der EU ist. Mit einer Importquote von 73 % liegt Slowenien ebenfalls in der Spitzengruppe der EU-Länder. Das Verhältnis der Exporte zu den Importen betrug 2023 mit 1,09 annähernd dem EU-Durchschnitt. Über 90 % der slowenischen Exporte wurden 2023 in Euro abgewickelt.
Beim Außenhandel dominierten 2023 vor allem chemische Erzeugnisse, die 39,5 % der Exporte und 38,7 % der Importe ausmachten. Mit deutlichem Abstand folgen Maschinen (9,1 % der Exporte / 6,8 % der Importe) und Kfz-Teile (8,4 % der Exporte / 8,0 % der Importe).
Die Arbeitsproduktivität der exportorientierten Industrie liegt über dem EU-Durchschnitt. Dagegen haben die vorwiegend im heimischen Markt tätigen Unternehmen eine wesentlich niedrigere Produktivität. Im Jahr 2021 waren 22,6 % der Arbeitnehmer bei ausländisch kontrollierten Unternehmen beschäftigt, der EU-Durchschnitt liegt hingegen bei 14,6 %.
Die Investitionen ausländischer Investoren in Slowenien waren 2022 mit 35 % unter dem EU-Durchschnitt von 48,5 %.

### Landwirtschaft
Die Unabhängigkeit Sloweniens brachte der Landwirtschaft des Landes eine Phase der „Marktbereinigung“. Die Zahl der landwirtschaftlichen Betriebe nahm rapide ab: eine Entwicklung, die sich erst Anfang der 2000er Jahre verlangsamte. Im Jahre 2005 betrug die gesamte landwirtschaftliche Nutzfläche 648.113 ha und die Gesamtzahl der Betriebe 77.000, wovon 85 % weniger als zehn Hektar landwirtschaftlicher Nutzfläche vorzuweisen hatten. Der Gesamtwert der landwirtschaftlichen Produktionsleistung betrug im Jahr 2005 959 Millionen Euro, was damals etwas weniger als 2 % des BIP des Landes entsprach. Anlass zur Sorge aus Sicht der slowenischen Regierung bereitet die Altersstruktur der Landwirte: Nur 18,8 % von ihnen sind jünger als 45 Jahre, 56,9 % dagegen älter als 55 Jahre.

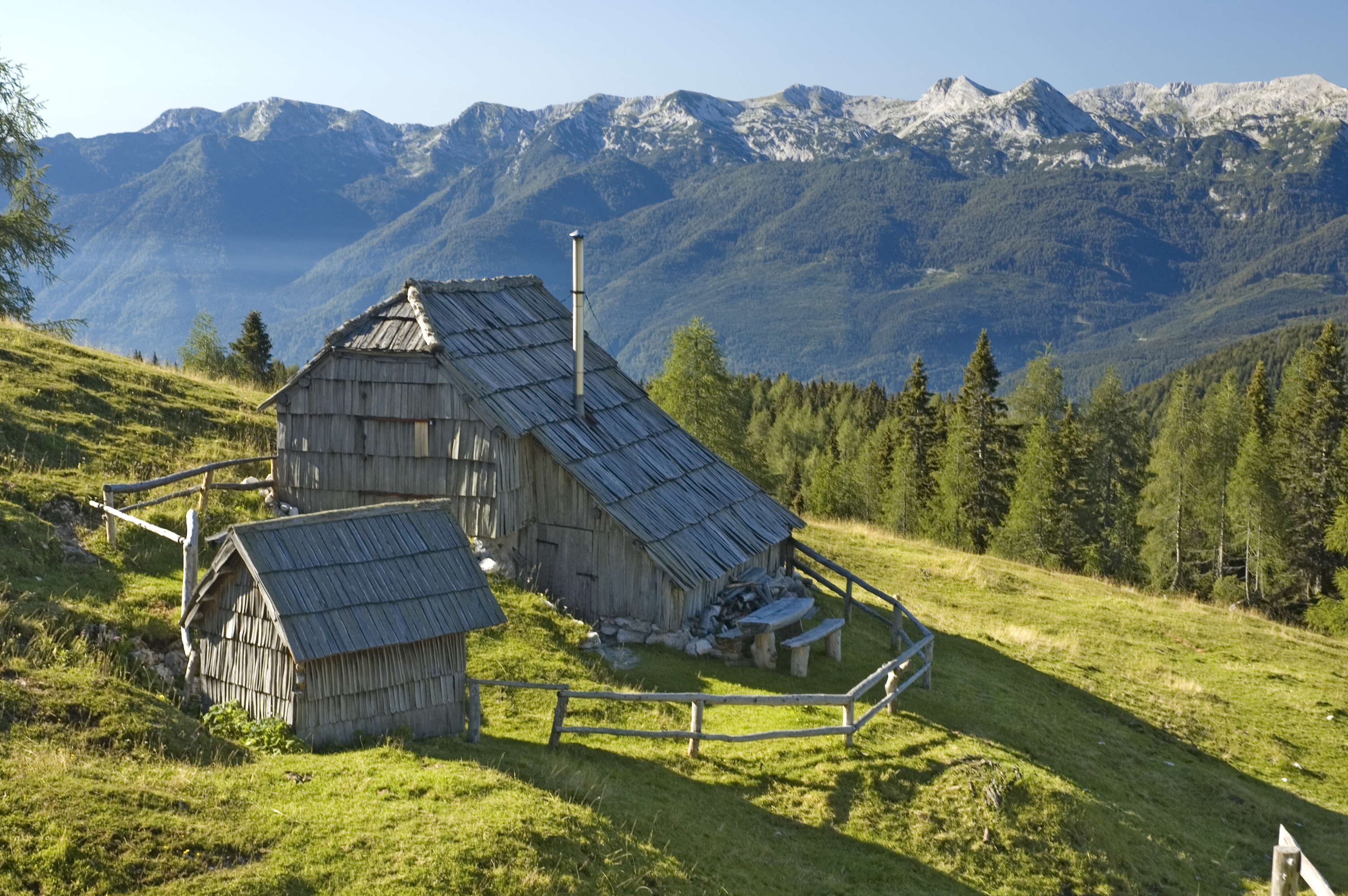
Hirtenhütte im Weideland bei Bohinj

Ein wichtiger Zweig der slowenischen Landwirtschaft ist die Viehzucht. Sie trägt zu mehr als 50 Prozent zur Produktionsleistung bei (2005: 511 Mio. Euro). Entsprechend groß ist der Anteil des Wiesen- und Weidelandes und der Futteranbauflächen mit jeweils 60 Prozent und 20 Prozent der landwirtschaftlichen Nutzfläche Sloweniens. Trotz leichten Rückgangs seit Mitte der 1990er Jahre macht der Viehbestand an Rindern und Schweinen den größten Teil der Viehzucht aus (452.517 Rinder bzw. 547.432 Schweine im Jahr 2005). Die Zahl von Ziegen und Schafen (zusammen) sowie Pferden hat sich seit 1997 zwar in etwa verdoppelt, bleibt aber mit 154.832 und 19.249 Stück deutlich dahinter.

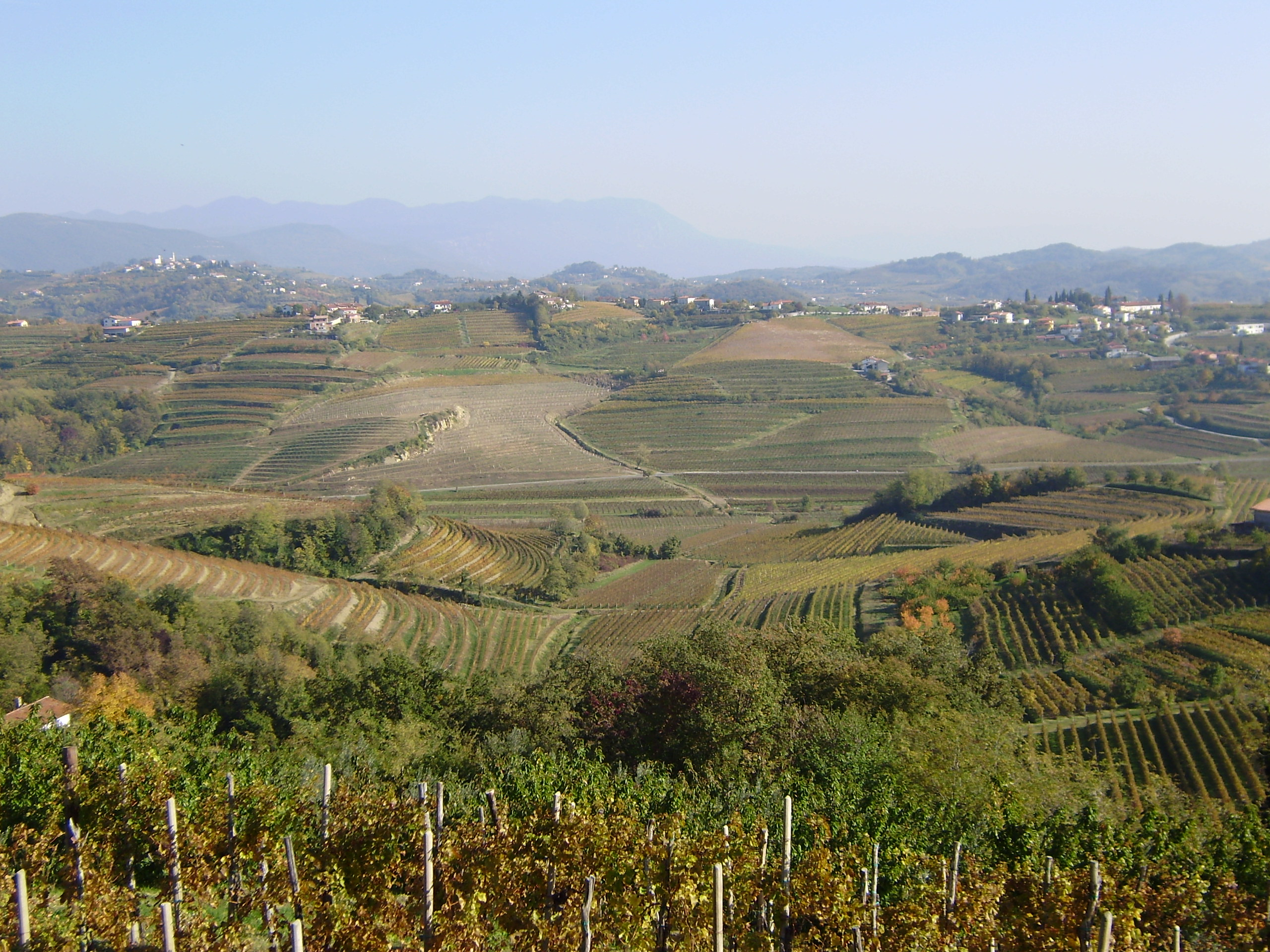
Weingärten im Gebiet von Goriška Brda

Die Lebensmittel- und die Getränkeindustrie Sloweniens mussten in den letzten 20 Jahren gleich zwei große Krisen verkraften: Zum einen das Wegbrechen der Absatzmärkte im ehemaligen Jugoslawien seit Anfang der 1990er Jahre und ab 2004 die starke Konkurrenz der europäischen Großkonzerne nach dem EU-Beitritt des Landes. Vorteilhaft war der EU-Beitritt für die benachteiligten landwirtschaftlichen Gebiete (im Sinne der Richtlinie 75/268/EWG des Rates vom 28. April 1975 über die Landwirtschaft in Berggebieten und in bestimmten benachteiligten Gebieten). Für diese schwer zugänglichen und häufig wenig Ertrag bringenden Gebiete, von denen Slowenien 440.349 ha besitzt, sieht die EU Förderungsmaßnahmen vor, um die Aufgabe der Landwirtschaft in diesen Landstrichen zu verhindern. Ein bedeutendes ökonomisches Wachstumspotenzial wird der Forstwirtschaft bescheinigt. 59,8 Prozent der Fläche Sloweniens sind mit Wald bedeckt, was im europäischen Vergleich nur von Schweden und Finnland übertroffen wird. In den überwiegend als Mischwald gewachsenen Forsten dominieren Fichte (32 Prozent) und Buche (31 Prozent). Trotz der großen Ausdehnung der slowenischen Wälder trägt die Forstwirtschaft zu nur 0,2 Prozent zum BIP des Landes bei. Einer stärkeren wirtschaftlichen Nutzung steht die Tatsache entgegen, dass die Wälder im Hinblick auf ihre Besitzverhältnisse sehr stark fragmentiert sind. 72 Prozent der Gesamtfläche sind in Privatbesitz von ca. 489.000 Eigentümern, was eine durchschnittliche Größe von weniger als drei Hektar pro Eigentümer ergibt. Diese Zerstückelung erschwert die optimale forstwirtschaftliche Nutzung der slowenischen Wälder.
Einen relativ hohen Anteil an der landwirtschaftlichen Fläche nimmt der Weinbau ein. Etwa 40.000 private und professionelle Winzer pflegen den Weinbau oft schon in der fünften oder sechsten Generation. Verbessertes Know-how und die Auslese der Trauben führten zu einem Qualitätsgewinn in der breiten Masse der angebotenen Weine. Die Mengen aus habsburgischer und vorkommunistischer Zeit wurden wieder erreicht.

### Industrie

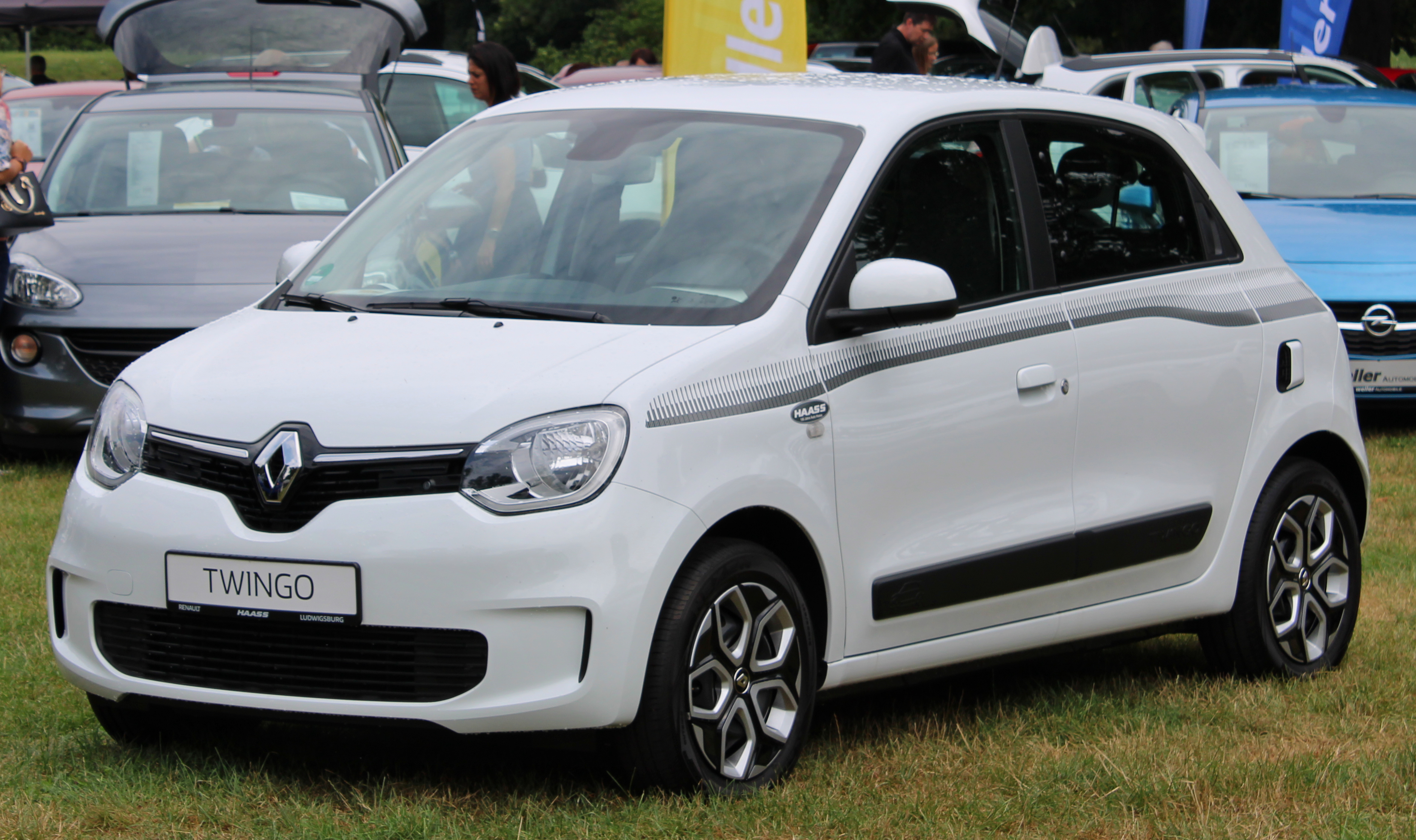
Der Renault Twingo wird in Novo Mesto produziert.

In der Industrie sind rund 40 Prozent der arbeitenden Bevölkerung tätig. Die Automobilindustrie hat mit über 20 Prozent den größten Anteil am Export Sloweniens. Neben dieser sind die Elektro- und Elektronikindustrie (zirka 10 Prozent), Metallverarbeitung und Maschinenbau (10 Prozent) sowie die chemische und pharmazeutische Industrie (9 %) von größter Bedeutung. Ein wachsender Industriezweig ist durch die Automobilindustrie (und Automobilzulieferindustrie im weitesten Sinne) unter anderem aufgrund des Renault-Werkes gegeben. Das Gewerbe trägt insgesamt 27 Prozent zum BIP bei. In Slowenien ist Pipistrel, ein Flugzeughersteller für Ultraleichtflugzeuge, ansässig.

### Dienstleistungen
Seit seiner Unabhängigkeit im Jahre 1991 konnte Slowenien seinen Dienstleistungssektor beträchtlich ausbauen. Dieser stellt mittlerweile 53 Prozent der Arbeitsplätze im Land. Slowenien besitzt bereits ein für Mitteleuropa gut ausgebautes Verkehrssystem. Neben den kulturellen und wirtschaftlichen Zentren in Ljubljana, Hauptstadt mit eigenem internationalen Flughafen, sowie Maribor besteht vor allem in den Julischen Alpen, in den Höhlen von Postojna und an der Küste des Adriatischen Meeres Tourismus mit entsprechender Infrastruktur. Hohes internationales Ansehen genießt das Gestüt Lipica mit seiner renommierten Lipizzaner-Zucht. Seit einigen Jahren gewinnt zudem der Gesundheitstourismus im Nordosten des Landes der Thermen an Bedeutung. Im ersten Halbjahr 2017 kamen mehr als 1,9 Millionen Touristen nach Slowenien.
| See von Bled | Höhlen von Postojna | Blick über die Altstadt von Piran |

Mit dem Seehafen Koper (italienisch Capodistria) besitzt Slowenien Übersee-Handelsverbindungen in alle Welt und ist Durchgangsland für Waren nach Mitteleuropa.

### Staatshaushalt
Die Staatsquote Sloweniens lag 2023 mit 47,9 % leicht unter dem Durchschnitt der EU-Länder von 48,9 %. Bei Ausgaben von 15,4 Mrd. EUR betrug 2023 das Haushaltsdefizit 2,3 Mrd. EUR. Die Staatsverschuldung betrug 2023 69,2 % des BIP und liegt damit unter dem konsolidierten Wert für die EURO-Zone von 88,6 %. Mit Kredit-Ratings von AA+, A3 und A (high) liegt Slowenien im unteren Mittelfeld der EU-Staaten.
Der Anteil der Staatsausgaben (in % des BIP) folgender Bereiche:
- Gesundheit: 8,9 Prozent (2022)[47]
- Bildung: 5,8 Prozent (2020)[102]
- Militär: 1,3 Prozent (2023)[83]

## Infrastruktur

### Feuerwehr
In der Feuerwehr in Slowenien waren im Jahr 2019 landesweit 950 Berufs- und 167.454 freiwillige Feuerwehrleute organisiert, die in 1.341 Feuerwachen und Feuerwehrhäusern, in denen 2.505 Löschfahrzeuge und 43 Drehleitern bzw. Teleskopmasten bereitstehen, tätig sind. Der Frauenanteil beträgt 33 Prozent. In den Jugendfeuerwehren sind 42.656 Kinder und Jugendliche organisiert. Die slowenischen Feuerwehren wurden im selben Jahr zu 153.758 Einsätzen alarmiert, dabei waren 4.427 Brände zu löschen. Hierbei wurden 13 Tote von den Feuerwehren bei Bränden geborgen und 209 Verletzte gerettet. Der nationale Feuerwehrverband Gasilska Zveza Slovenije repräsentiert die slowenische Feuerwehr im Weltfeuerwehrverband CTIF.

### Straßenverkehr

Infrastruktur Sloweniens

Die Straße war mit 5.473,6 Tonnen-Kilometern im 1. Quartal 2024 (das 4,7-fache des Schienentransports) der mit Abstand wichtigste Verkehrsweg in Slowenien. Das gesamte asphaltierte Straßennetz umfasste 2022 etwa 38.125 km. Slowenien besitzt eine gute Infrastruktur mit einem modernen Autobahnnetz, dessen Hauptknotenpunkte die Hauptstadt Ljubljana und Maribor sind. Gut eingebunden sind auch die Tourismus- und Skigebiete in den Julischen Alpen und an der kurzen Adriaküste. Die zwei längsten Autobahnen Sloweniens sind die A1, die in nordost-südwestlicher Richtung von Maribor nach Ljubljana und weiter nach Koper führt, sowie die A2, die in nordwest-südöstlicher Richtung vom Karawankentunnel ebenfalls über Ljubljana zur kroatischen Grenze gegen Zagreb führt.
Die Autobahnen und Schnellstraßen Sloweniens sind mautpflichtig. Für PKW und Fahrzeuge bis 3,5 Tonnen ist eine zeitabhängige Maut zu bezahlen, die über ein Vignettensystem abgerechnet wird. Fahrzeuge über 3,5 Tonnen müssen eine von der gefahrenen Wegstrecke abhängige Maut zahlen.
Die Höchstgeschwindigkeit auf Autobahnen beträgt 130 km/h, auf Schnellstraßen 110 km/h, auf Regionalstraßen 90 km/h und in Ortschaften 50 km/h.

### Flug- und Seehäfen
Der größte internationale Flughafen heißt Letališče Jožeta Pučnika Ljubljana und liegt bei Brnik in der Nähe der Hauptstadt Ljubljana. Daneben gibt es die zwei kleineren Flughäfen Maribor und Portorož.

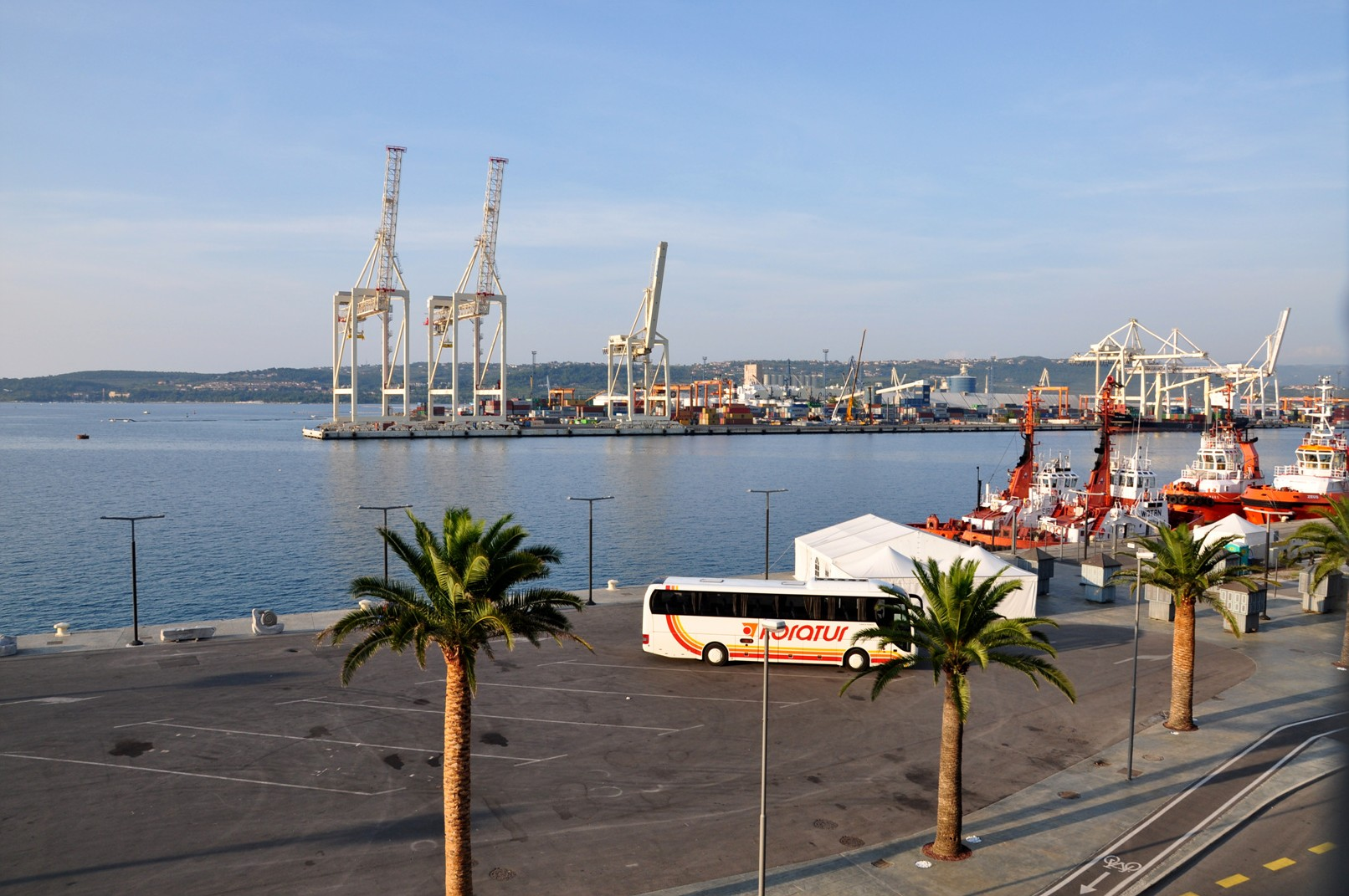
Hafen Koper

Mit dem Hafen Koper (italienisch Capodistria) besitzt Slowenien Übersee-Handelsverbindungen in alle Welt und ist Durchgangsland für Waren nach Mitteleuropa.

### Eisenbahn

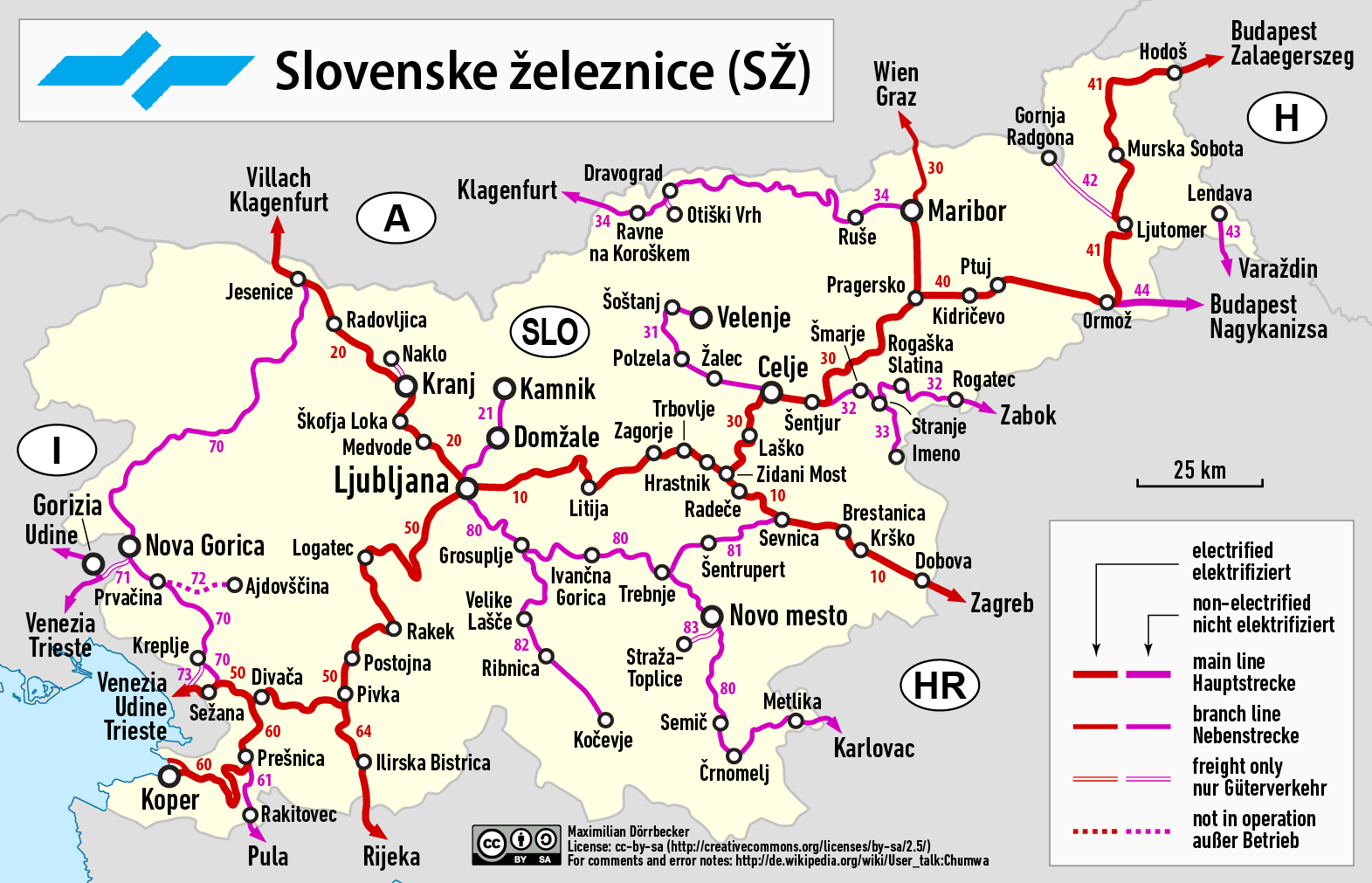
Eisenbahnnetz Sloweniens

Die slowenischen Staatsbahnen Slovenske železnice betreiben ein ausgedehntes Streckennetz mit einer Länge von 1207 km – wovon 504 km mit 3000 Volt Gleichstrom elektrifiziert sind –, das viele slowenische Städte miteinander verbindet, darunter die wichtige Bahnstrecke zum Seehafen Koper. Entlang der Save verlaufen die beiden wichtigsten Bahnverbindungen von Villach in Österreich über Ljubljana nach Zagreb in Kroatien und von Wien über Graz, Maribor, Ljubljana nach Rijeka/Koper/Triest (Bahnstrecke Spielfeld-Straß–Triest). Eine weitere wichtige Bahnstrecke durch Slowenien verbindet Italien und Ungarn. Rund 10 Jahre nach dem Zerfall des Ostblocks wurde die zuvor stillgelegte Bahnstrecke Zalalövő–Murska Sobota als direkte Verbindung nach Ungarn wiederhergestellt.
Landschaftlich besonders reizvoll ist die Strecke der Wocheinerbahn. Sie war früher eine bedeutende Verbindung zwischen Wien und Triest (das bis 1918 zu Österreich-Ungarn gehörte) und dient vorwiegend dem lokalen Verkehr.

## Kultur

### Medien
Der öffentlich-rechtliche Rundfunk Radiotelevizija Slovenija hat seinen Sitz in Ljubljana sowie Regionalstudios in Maribor und Koper. Dort werden auch Inhalte für die ungarischsprachige und italienischsprachige Minderheit in Slowenien produziert. RTV produziert drei landesweite Fernseh- und drei landesweite Radioprogramme.
Die Slovenska tiskovna agencija (STA) ist die staatliche Nachrichtenagentur Sloweniens. Laut SZ wird die Agentur unter der Regierung Janša „ausgeblutet“. Die 100 % staatliche Agentur erhält seit Beginn des Jahres 2021 kein Geld mehr. Janša forderte öffentlich strafrechtliche Ermittlungen gegen den Direktor und seine Absetzung.
Als privater Medienanbieter versucht die Partei SDS das rechtsextreme Medienkonglomerat Nova 24 TV zu etablieren. Das Mediennetzwerk und etliche Regionalblätter stehen unter dem Einfluss des Ministerpräsidenten Janša und dessen Partei. Nova 24 TV wird finanziell von Geschäftsleuten aus dem Umfeld des ungarischen Ministerpräsidenten Viktor Orbán (Fidesz) gesichert.
Die wichtigste Zeitung Sloweniens ist Delo (Die Arbeit). Sie erscheint seit 1959 und ist eine von insgesamt acht Tageszeitungen Sloweniens. Delo hatte 2014 eine Auflage von rund 78.500 Exemplaren.
Im Jahr 2023 nutzten 90,4 Prozent der Einwohner Sloweniens das Internet.
Von besonderer Bedeutung für das kulturelle Selbstverständnis ist der Buchmarkt, der als einer – auf die Einwohnerschaft gerechnet – der weltweit am höchsten entwickelten gilt. U. a. sind der Dichter France Preseren auf der 1-Euro-Münze und der Priester und Autor des ersten slowenischsprachigen Buches Primos Trubar auf der 2-Euro-Münze abgebildet. Im Jahre 2023 wurde Slowenien Gastland der Frankfurter Buchmesse.
 Pressefreiheit 
RSF beklagt häufige Verleumdungsklagen und Beschimpfungen wichtiger Politiker gegen Medien. Speziell seit der rechtskonservative Janez Janša im Frühjahr 2020 erneut Ministerpräsident wurde, habe sich das Klima gegen kritischen Journalismus verschärft. Kritische Journalisten würden in sozialen Netzwerken und regierungsnahen Medien massiv angegriffen. Laut RSF versucht Janša auch aktiv Einfluss auf die slowenischen Medien zu nehmen: Jansa kürze die Mittel und nehme Einfluss auf die Besetzung von Aufsichtsgremien der öffentlich-rechtlichen Medien. Auch übte seine Regierung Druck auf die staatliche slowenische Nachrichtenagentur Slovenska tiskovna agencija (STA) aus, deren Berichterstattung Janša als „nationale Schande“ bezeichnete. Regierungsnahe private Medien wie Nova 24 TV werden laut RSF von seiner Regierung gefördert. Laut SZ baut der Ministerpräsident ein „konservatives Imperium“ rund um den Sender auf. An ihnen sind häufig Geschäftsleute aus dem Umfeld des ungarischen Ministerpräsidenten Viktor Orbán beteiligt; Orbán und Janša seien laut Beobachtern durch die gleiche politische Agenda verbunden.

### Slowenische Architekten
- Max Fabiani (1865–1962)
- Jože Plečnik (1872–1957)

### Schriftsteller
- Primož Trubar (1508–1586)
- Jurij Dalmatin (1508–1589)
- France Prešeren (1800–1849)
- Fran Levstik (1831–1887)
- Simon Jenko (1835–1869)
- Anton Aškerc (1856–1912)
- Fran Saleški Finžgar (1871–1962)
- Franc Ksaver Meško (1874–1964)
- Ivan Cankar (1876–1918)
- France Bevk (1890–1970)
- Juš Kozak (1892–1964)
- Louis Adamic (1899–1951)
- Vladimir Bartol (1903–1967)
- Edvard Kocbek (1904–1981)
- Anton Ingolič (1907–1992)
- Miško Kranjec (1908–1983)
- Ciril Kosmač (1910–1980)
- Boris Pahor (1913–2022)
- Alojz Rebula (1924–2018)
- Lojze Kovačič (1928–2004)
- Žarko Petan (1929–2014)
- Taras Kermauner (1930–2008)
- Kajetan Kovič (1931–2014)
- Andrej Kokot (1936–2012)
- Tomaž Šalamun (1941–2014)
- Drago Jančar (* 1948)
- Slavoj Žižek (* 1949)
- Marko Sosič (1958–2021)
- Aleš Debeljak (1961–2016)
- Tanja Tuma (* 1964)
- Taja Kramberger (* 1970)
- Ana Marwan (* 1980)
- Nataša Kramberger (* 1983)

### Künstler/Künstlergruppen
- Anton Ažbe (1862–1905), Maler
- Evgen Bavčar (* 1946), Fotograf
- Gabrijel Stupica (1913–1990), Maler
- Janez Šubic (1850–1889), Maler
- Jurij Šubic (1855–1890), Maler
- Janez Vajkard Valvasor (1641–1693), Zeichner
- Marko Pogačnik (* 1944), Bildhauer, Geomant
- Neue Slowenische Kunst

### Musiker/Musikgruppen
- Slavko Avsenik – Original Oberkrainer Quintett
- Laibach
- Siddharta
- Atomik Harmonik
- Anton Dermota
- Perpetuum Jazzile
- Omar Naber
- Anžej Dežan
- Magnifico
- Elvis Jackson
- Maja Keuc
- Eva Boto
- Alenka Gotar
- Borghesia
- Maraaya
- Uroš Umek
- Joker Out
- Darja Švajger

### Sport

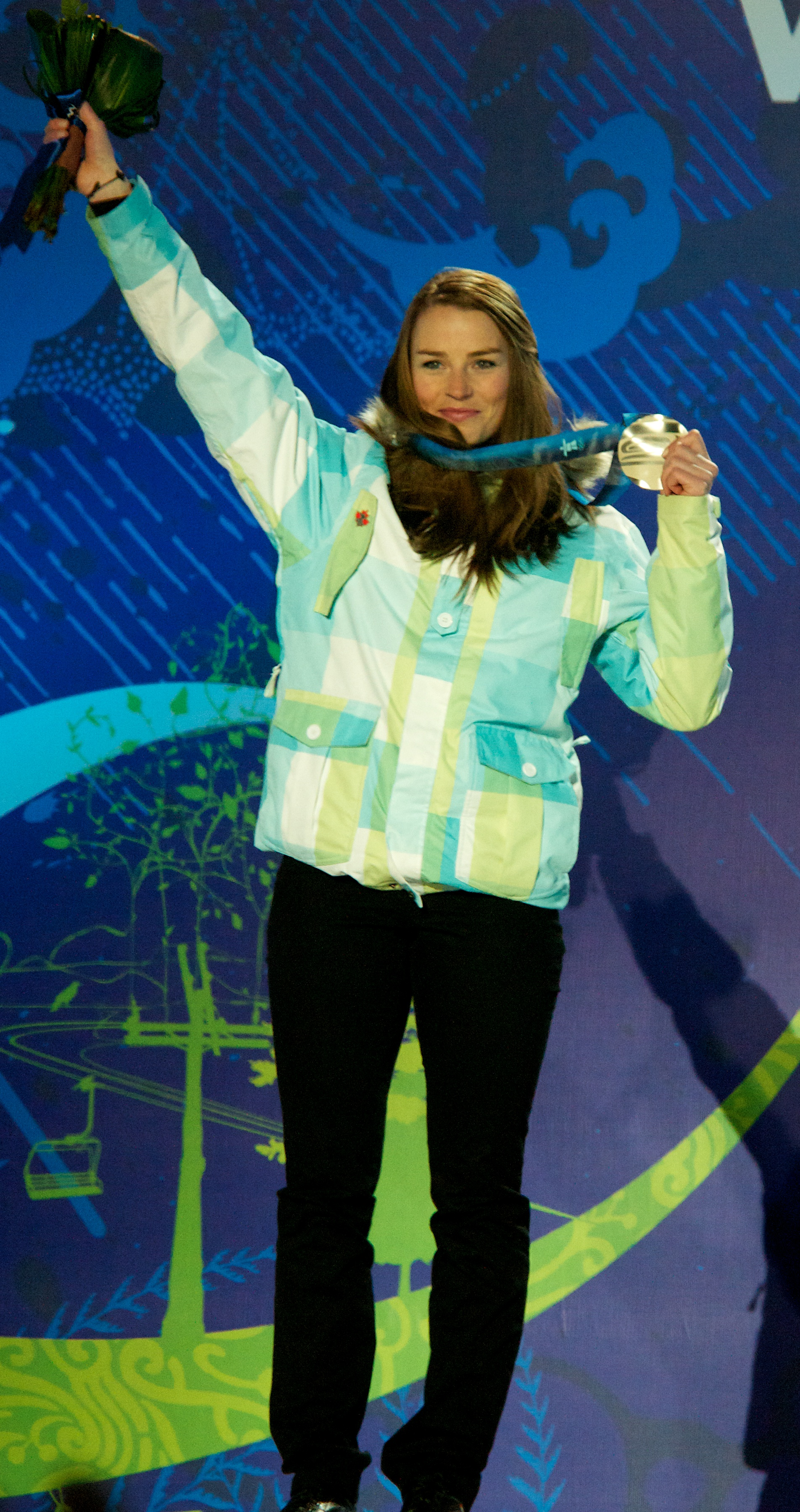
Tina Maze bei den Olympischen Winterspielen 2010 (Siegerehrung Super-G)

Neben Fußball spielt Basketball bei den Mannschaftssportarten eine herausragende Rolle in Slowenien. Der wohl bekannteste slowenische Basketballprofi ist Luka Dončić, der seit 2025 bei den Los Angeles Lakers in der US-amerikanischen Basketball-Liga NBA unter Vertrag steht.
Zudem erlebt der Handball seit der Handball-Europameisterschaft der Männer 2004 im eigenen Land und dem dabei erreichten Vizeeuropameistertitel einen neuen Aufschwung. Im Vereinshandball machen die slowenischen Mannschaften auf europäischer Ebene durch beachtenswerte Ergebnisse auf sich aufmerksam. In der Saison 2003/04 konnte der Serienmeister RK Celje sogar mit dem Gewinn der EHF Champions League den wichtigsten europäischen Vereinstitel nach Slowenien holen. RK Krim gelang dieses Kunststück im Frauenwettbewerb bereits 2001 und 2003.
- Der Wintersport hat in Slowenien ähnlichen Stellenwert wie in Österreich oder der Schweiz. In Planica findet regelmäßig das FIS-Weltcup-Finale der Skispringer auf der dortigen Flugschanze Letalnica bratov Gorišek statt. Diese Flugschanze ist die zweitgrößte der Welt. Weltklassespringer neuerer Zeit sind die Vierschanzentourneesieger Primož Peterka und Peter Prevc sowie der Skiflugweltmeister Robert Kranjec. Im Alpinsport sind Tina Maze, Mateja Svet, Bojan Križaj, Jure Košir, Špela Pretnar oder Urška Hrovat zu nennen. Der alpine Skiweltcup macht jährlich in Maribor bei den Rennen um den Goldenen Fuchs und in Kranjska Gora beim Vitranc-Pokal Station. Die slowenische Skifirma Elan wurde insbesondere mit den Siegen Ingemar Stenmarks bekannt.
- Slowenien hat seit den 2010er Jahren erfolgreiche Athleten beim Klettern: Janja Garnbret (Olympiasiegerin 2020/2021, Siegerin der EM 2022), Mia Krampl (Zweite der EM 2022 in der Kombination).
- Radsport: Im Jahr 2020 gewann erstmals mit Tadej Pogačar ein Slowene die Tour de France. Sein Landsmann Primož Roglič belegte den 2. Platz in der Gesamtwertung.
- Im Bereich Motorsport findet in Krško regelmäßig der Grand Prix von Slowenien der Speedway-WM statt.[125]
- Der See von Bled war schon mehrfach Schauplatz internationaler Ruderregatten (Welt- und Europameisterschaften).

Special Olympics Slowenien wurde 1993 gegründet und nahm mehrmals an Special Olympics Weltspielen teil.

### Feiertage
| Datum          | Deutsche Bezeichnung                      | Slowenische Bezeichnung                       | Anmerkungen |
| -------------- | ----------------------------------------- | --------------------------------------------- | --- |
| 01. Januar     | Neujahr                                   | Novo leto                                     | Feiertag |
| 02. Januar     | Neujahr                                   | Novo leto                                     | Feiertag bis 2012 und seit 2017                                                                                    |
| 08. Februar    | Prešeren-Tag, slowenischer Kulturfeiertag | Prešernov dan, slovenski kulturni praznik     | Todestag des Nationaldichters France Prešeren                                                                      |
| März, April    | Ostersonntag, Ostermontag; Ostern         | Velikonočna nedelja in ponedeljek; Velika noč | religiöse Feiertage                                                                                                |
| 27. April      | Tag des Widerstandes im Zweiten Weltkrieg | Dan upora proti okupatorju                    | staatlicher Feiertag                                                                                               |
| 01. und 2. Mai | Tag der Arbeit                            | Praznik dela                                  | staatliche Feiertage                                                                                               |
| Mai, Juni      | Pfingstsonntag; Pfingsten                 | Binkoštna nedelja; Binkošti                   | religiöser Feiertag                                                                                                |
| 25. Juni       | Tag der Staatlichkeit                     | Dan državnosti                                | Verkündung der staatlichen Souveränität 1991                                                                       |
| 15. August     | Mariä Himmelfahrt                         | Marijino vnebovzetje                          | religiöser Feiertag                                                                                                |
| 31. Oktober    | Reformationstag                           | Dan reformacije                               | Die Slowenen verdanken der Reformation ihre Schriftsprache und sogar die erste Erwähnung des Begriffes „Slowenen“. |
| 01. November   | Tag des Gedenkens an die Verstorbenen     | Dan spomina na mrtve                          | staatlicher Feiertag                                                                                               |
| 25. Dezember   | Christtag                                 | Božič                                         | religiöser Feiertag                                                                                                |
| 26. Dezember   | Tag der Unabhängigkeit und Einigkeit      | Dan samostojnosti in enotnosti                | Verkündung des Ergebnisses des Unabhängigkeitsreferendums im Parlament 1990                                        |